# Lista odcinków serialu Orange Is the New Black
Poniżej znajduje się lista odcinków serialu telewizyjnego Orange Is the New Black, emitowanego przez stronę internetową platformy Netflix od 11 czerwca 2013. Od momentu udostępnienia tej platformy w Polsce jest dostępny w tym serwisie także w naszym kraju.
| Sezon | Sezon | Odcinki | Premiera        | Finał           | Premiera        | Finał           | Wydanie DVD  | Wydanie DVD  | Wydanie DVD |
| Sezon | Sezon | Odcinki | Premiera        | Finał           | Premiera        | Finał           | Region 1     | Region 2     | Region 4    |
| ----- | ----- | ------- | --------------- | --------------- | --------------- | --------------- | ------------ | ------------ | ----------- |
|       | 1     | 13      | 11 lipca 2013   | 11 lipca 2013   | nieemitowany    | nieemitowany    | 13 maja 2014 | 19 maja 2014 | 9 maja 2014 |
|       | 2     | 13      | 6 czerwca 2014  | 6 czerwca 2014  | brak danych     | brak danych     | brak danych  | brak danych  | brak danych |
|       | 3     | 13      | 12 czerwca 2015 | 12 czerwca 2015 | brak danych     | brak danych     | brak danych  | brak danych  | brak danych |
|       | 4     | 13      | 17 czerwca 2016 | 17 czerwca 2016 | 17 czerwca 2016 | 17 czerwca 2016 | brak danych  | brak danych  | brak danych |
|       | 5     | 13      | 9 czerwca 2017  | 9 czerwca 2017  | 9 czerwca 2017  | 9 czerwca 2017  | brak danych  | brak danych  | brak danych |
|       | 6     | 13      | 27 lipca 2018   | 27 lipca 2018   | 27 lipca 2018   | 27 lipca 2018   | brak danych  | brak danych  | brak danych |
|       | 7     | 13      | 26 lipca 2019   | 26 lipca 2019   | 26 lipca 2019   | 26 lipca 2019   | brak danych  | brak danych  | brak danych |

## Sezon 1 (2013)
| Nr | #  | Tytuł                  | Reżyseria          | Scenariusz                | Premiera Netflix | Premiera     |
| --- | -- | ---------------------- | ------------------ | ------------------------- | ---------------- | ------------ |
| 1 | 1  | I Wasn't Ready         | Michael Trim       | Liz Friedman Jenji Kohan  | 11 lipca 2013    | nieemitowany |
| Skazana na piętnaście miesięcy więzienia za wykroczenie popełnione dziesięć lat wcześniej, Piper Chapman opuszcza swojego wspierającego narzeczonego Larry'ego na rzecz swojego nowego domu: więzienia dla kobiet. Jej doradca, Sam Healy, wspiera ją i daje wskazówki jak przetrwać w więzieniu. Piper boryka się z nowymi realiami życia w zamknięciu oraz uczy się panujących tam zasad. Niestety, obraża ona Red, surową szefową tamtejszej kuchni, która w odpowiedzi serwuje Piper kanapkę z krwistym tamponem oraz celowo ją głodzi. Piper jest dodatkowo zaskoczona odkryciem obecności Alex Vause, jej dawnej kochanki (która wykorzystywała ją do przemytu pieniędzy pozyskanych z handlu narkotykami) w tym samym więzieniu. Retrospekcje ukazują szczegóły przestępstwa Piper oraz wyznanie przez nią przed rodziną o popełnionym wykroczeniu oraz oświadczynach Larry'ego. Daya Diaz, inny więzień, zostaje powitana przez własną matkę, która również odsiaduje karę, z serdecznym „liściem” w twarz. |    |                        |                    |                           |                  |              |
| 2 | 2  | Tit Punch              | Uta Briesewitz     | Marco Ramirez             | 11 lipca 2013    | nieemitowany |
| Po wystawieniu negatywnej opinii na temat jedzenia Red, Piper jest głodzona przez obsługę kuchni i stara się wymyślić jak najlepsze przeprosiny. Z pomocą od Suzanne („Crazy Eyes”) udaje jej się stworzyć leczniczą miksturę na ból pleców Red. Alex daje Piper kawałek ciasta; Piper wyrzuca je do kosza. Kuchenna zamrażalka jest całkowicie zepsuta; Red manipuluje Healym, aby kupił nową. „Crazy Eyes” robi miłosny krok w stronę Piper. Bennett i Daya dbają o siebie nawzajem. W retrospekcjach, Red próbuje zaprzyjaźnić się z żonami rosyjskich businessmanów. Niestety, opowiada ubliżający żart, który sprawia, że się na nią obrażają. Podczas konfrontacji Red nakłuwa implant piersi jednej z żon. W ramach rekompensaty mąż Red zgadza się na przechowanie tajnych pakunków businessmanów. |    |                        |                    |                           |                  |              |
| 3 | 3  | Lesbian Request Denied | Jodie Foster       | Sian Heder                | 11 lipca 2013    | nieemitowany |
| Najlepsza przyjaciółka Piper – Polly przejmuje większe obowiązki nad prowadzeniem ich businessu polegającego na produkcji mydła. Piper godzi się na romantyczne zaloty ze strony Suzanne (Crazy Eyes). Po tym jak Crazy Eyes składa wniosek o przydzielenie do celi z Piper, Piper stanowczo odrzuca jej zaloty. Po przeprowadzce Piper do boxu Miss Claudette, Crazy Eyes przychodzi w nocy i na oczach Piper sika na podłogę. Relacje Piper i Alex są bardzo wrogie. W retrospekcjach Sophia, jej żona, oraz jej dziecko borykają się z transformacją płciową Sophii. Sophia dopuszcza się oszustw na kartach kredytowych, aby móc sfinansować swoją operację zmiany płci. W czasach obecnych, więzienie zmniejsza dawkę przyjmowanego przez Sophię estrogenu z powodu cięć budżetowych. Sophia prosi żonę o przeszmuglowanie pigułek do więzienia; jej żona zdecydowanie odmawia. |    |                        |                    |                           |                  |              |
| 4 | 4  | Imaginary Enemies      | Michael Trim       | Gary Lennon               | 11 lipca 2013    | nieemitowany |
| Piper przyzwyczaja się do mieszkania z Claudette i pracy w warsztacie elektrycznym. Zaprzyjaźnia się z Nicky Nichols. Po tym jak Piper gubi swój śrubokręt, zostaje włączony alarm oraz rozpoczyna się przeszukiwanie całego więzienia w celu odnalezienia narzędzia, aby uniemożliwić jego użycie przez któregoś w więźniów jako broni. Mendez molestuje Piper podczas przeszukania. Piper wraca do celi ze śrubokrętem, powoduje to umocnienie relacji z Claudette. Przeszukiwania zostają zakończone, Piper i Claudette zaczynają żyć w zgodzie. Piper zgadza się na przejrzenie listów apelacyjnych innym więźniów. Tricia Miller planuje zapobiec wypuszczeniu swojej dziewczyny Mercy Valduto na wolność (spiskując przeciwko niej), Claudette oskarża ją o próbę zrujnowania szansy Mercy na odzyskanie normalnego życia. Później Claudette otrzymuje list od przyjaciela Baptiste, zgadza się ona na ponowne rozpatrzenie swojej sprawy. Retrospekcję ukazują bieg kariery Claudette prowadzącej firmę niosącą pomoc domową oraz morderstwo mężczyzny, który skrzywdził jedną z jej pracownic. |    |                        |                    |                           |                  |              |
| 5 | 5  | The Chickening         | Andrew McCarthy    | Nick Jones                | 11 lipca 2013    | nieemitowany |
| Podczas relaksu na dworze, Piper zauważa kurę. Kiedy przez przypadek o tym wspomina, Red snuje marzenia o przyrządzeniu idealnego kurczaka i oferuje nagrodę dla osoby, która złapie kurę. Larry odkrywa, że to Alex wydała Piper skazując ją na odsiadkę. Aby odwrócić myśli Piper od więzienia, Larry okłamuje ją. Polly aranżuje z Piper rozmowę telefoniczną w sprawie interesów, ale Piper opuszcza ją w celu złapania kury. Morello kończy swój związek z Nicky. Sophia prosi Siostrę Ingalls o pigułki z estrogenem, ale ona odmawia jej pomocy. Przeciążony sufit kaplicy wali się od ciężaru krzyża, który Tiffany Doggett (Pennsatucky) próbowała na nim zawiesić. Więźniowie sprzątają i starają się naprawić zniszczenia. Panna Claudette zaczyna pracować nad swoją apelacją. Bennett i Daya piszą między sobą liściki. Aleida radzi córce umawiać się z innym strażnikiem, który może wyświadczać jej przysługi. Retrospekcje pokazują życie w domu Diazów, w którym są problemy finansowe, podczas gdy Aleida prowadzi biznes narkotykowy ze swoim chłopakiem – Césarem. Po tym jak Aleida trafia do więzienia, Daya zaczyna umawiać się z Césarem i prowadzić z nim interesy, przez co sama trafia do więzienia. |    |                        |                    |                           |                  |              |
| 6 | 6  | WAC Pack               | Michael Trim       | Lauren Morelli            | 11 lipca 2013    | nieemitowany |
| Piper spotyka się ze swoją matką. Polly przejmuje pełną kontrolę nad wspólną firmą. Piper, wierząca w to, że Alex jej nie wydała, zaczyna się z nią powoli dogadywać. Larry zgadza się na napisanie artykułu o pobycie jego narzeczonej w więzieniu. Healy ogłasza wybory do Rady Doradczej, zachęca Piper do startu w wyborach. Kiedy Piper odrzuca propozycję, Healy umieszcza ją w radzie mimo jej sprzeciwu. Strażnicy zaczynają poszukiwania zaginionego telefonu; Piper odnajduje go schowanego za płytką w ścianie w łazience. Daya atakuje matkę Aleidę za chęć seksu z Bennettem. Daya uprawia seks oralny z Bennettem, podczas którego odkrywa, że ma on protezę nogi. Retrospekcje obrazują spory pomiędzy Nicky oraz jej biologiczną matką i to, jak Red pomogła Nicky zmierzyć się z jej uzależnieniem. |    |                        |                    |                           |                  |              |
| 7 | 7  | Blood Donut            | Matthew Penn       | Sara Hess                 | 11 lipca 2013    | nieemitowany |
| Watson zostaje wypuszczona z izolatki, domyśla się tego, że to właśnie Piper ukradła śrubokręt. Piper przyznaje się do swojego postępku, jednak uważa, że Watson sama skazała się na pobyt w izolatce, kłócąc się ze strażnikami. Retrospekcje pokazują, jak Watson przeistoczyła się z utalentowanej biegaczki w uzbrojonego bandytę. Piper jest sfrustrowana całą sytuacją z Radą Doradczą. Piper stara się zbudować lepsze relacje z Alex. Z pomocą Fischera Piper udaje się przywrócić tor do biegania, o co wcześniej prosiła ją Watson. Spotkanie Piper z Radą Doradczą rozjusza Pennsatucky, która miała nadzieję, że dzięki wyborom pozyska nowe zęby. Alex zmęczona zarzekaniem Pennsatucky grozi, że ją zgwałci, jeśli ta nie zacznie być cicho. Mendez chce przekonać Red, aby zaczęła szmuglować narkotyki na teren więzienia, Red odmawia. |    |                        |                    |                           |                  |              |
| 8 | 8  | Moscow Mule            | Phil Abraham       | Marco Ramirez             | 11 lipca 2013    | nieemitowany |
| W więzieniu panuje epidemia grypy. Artykuł Larry'ego zostaje wydrukowany. Piper początkowo cieszy się, że artykuł został opublikowany, potem jest jednak zła, że większość informacji jest nieścisła. Healy czyta artykuł i zaczyna być chłodny w stosunku do Piper po ukazaniu jej historii z innymi dziewczynami. Piper i Alex flirtują i wspominają dawne czasy podczas próby naprawiania suszarki. Pennsatucky zamyka Alex w suszarce. Polly rodzi swoje dziecko. Daya jest w ciąży. Taystee dostaje zwolnienie warunkowe. W retrospekcjach widzimy Red, która podsuwa rosyjskim businessmanom pomysł na interes, która otwiera jej ścieżkę do wspinania się po drabinie przestępczości. Tricia przechodzi na narkotykowy odwyk. Pomimo obiekcji Nicky, Red odcina się od Trici i przyzwala na jej pobyt w izolatce. Caputo nakazuje Mendezowi śledztwo mające na celu odkrycie jak narkotyki są przemycane do więzienia. Mendez przeprowadza śledztwo z Morello, zastrasza ją. Jako odwet przeciwko Red, Nicky mówi Mendezowi o tym, że Red używa produktów Neptune, partnerskich sprzedawców dla rosyjskich szefów ukazanych w retrospekcjach, aby szmuglować kontrabandę do więzienia. |    |                        |                    |                           |                  |              |
| 9 | 9  | Fucksgiving            | Michael Trim       | Sian Heder                | 11 lipca 2013    | nieemitowany |
| Mendez używa kontaktów Red, aby szmuglować narkotyki na teren więzienia. Red spuszcza narkotyki w toalecie. Mendez wystawia Red na śmiertelne zagrożenie oraz oddaje mocz do zupy na święto Dziękczynienia. Pennsatucky i Alex dokonują zderzenia swoich poglądów na temat homoseksualizmu oraz religii. Nicky i Alex flirtują. Retrospekcje pokazują młodą Alex dręczoną przez rówieśników z powodu swojej niskiej sytuacji ekonomicznej. Poznajemy jej relacje z matką i pierwsze spotkanie z ojcem – dawną gwiazdą rocka. W retrospekcjach ukazane są także początki działalności Alex w narkotykowym kartelu. Żona Sophii zaczyna interesować się swoim pastorem. Za zachętą Siostry Ingalls, Sophia daje swojej żonie błogosławieństwo. Pełna dawka estrogenu dla Sophii zostaje przywrócona. Daya próbuje przeprowadzić aborcję, stosując ziołową herbatę Mendozy, ale Aleida w zmowie z Mendozą chce utrzymać płód przy życiu. Później, Daya zgadza się zachować dziecko. Taystee zostaje uwolniona, ale dowiaduje się, że oczekiwanego przez nią wsparcia na wolności nie otrzyma. Piper i Alex prezentują seksualny taniec, Pennsatucky donosi na nie, po czym Healy wysyła Chapman do izolatki. Gdy Healy odwiedza Piper w izolatce, Chapman oskarża go o jej złe traktowanie z powodu tego, że jest lesbijką. Po katuszach w izolatce, Piper postanawia być posłuszna Healy'emu oraz unikać Alex. Caputo nakazuje Healy'emu wypuszczenie Chapman z izolatki, ponieważ została tam niesłusznie osadzona. Po powrocie Piper zaciąga Alex do kaplicy, uprawiają ze sobą seks. Healy dzwoni do Larry'ego, mówi mu o seksualnej relacji Piper z Alex. |    |                        |                    |                           |                  |              |
| 10 | 10 | Bora Bora Bora         | Andrew McCarthy    | Nick Jones                | 11 lipca 2013    | nieemitowany |
| Cesar odwiedza Bennetta w jego mieszkaniu i pyta jak zamierza wychowywać swoje dziecko, Bennett dowiaduje się, że Daya jest w ciąży. Obawia się, że ktoś dowie się o jego związku z Dayą, co może spowodować jego zwolnienie dyscyplinarne. Wyjaśnia, że jego lewa noga, na której ma protezę, nie została utracona w Afganistanie, ale była amputowana z powodu infekcji, ponieważ gdy miał ranę, wszedł do brudnej wanny z hydromasażem na Florydzie. Retrospekcje ukazują Piper i Polly poszukujące partnerów, oraz pokazują spotkanie Piper i Larry'ego. Baptiste odwiedza Pannę Claudette. Oszukana przez Watson i podpuszczona przez innych, Pennsatucky rozpoczyna uzdrawianie innych swoją wiarą. Transport z młodymi złoczyńcami przybywa do więzienia, a więźniowie próbują zastraszać wizytujących młodocianych przestępców. Jednak więźniowie mają trudności z zastraszeniem Diny, która obrabowała na wózku sklep z alkoholami. Udaje się to Piper, która mówi Dinie, że najstraszniejszym aspektem pobytu w więzieniu nie są inni ludzie, lecz stanięcie twarzą w twarz z samym sobą i zadanie sobie pytania „kim naprawdę jestem?”. Misja uzdrawiania wiarą przez Pennsatucky kończy się, gdy próbuje ona uzdrowić Dinę poprzez zrzucenie jej z wózka inwalidzkiego, Pennsatucky trafia na oddział psychiatryczny. Retrospekcje obrazują życie Trici na ulicach Nowego Jorku; często dokonuje ona sklepowych kradzieży, ale prowadzi listę ze skradzionymi rzeczami, aby kiedyś móc spłacić zaciągnięty dług. Stara się ona naprawić stosunki z Red. Mendez manipuluje Tricią aby zmusić ją do sprzedawania narkotyków. Gdy zaczyna się oprowadzanie młodocianych, Mendez zauważa w jakim jest ona stanie i zamyka ją w schowku, aby zapobiec ujawnienia faktu, że posiada ona narkotyki. Gdy wraca aby uwolnić dziewczynę, odkrywa, że zażyła ona narkotyki, dawka była za duża – dziewczyna umarła. Bojąc się ujawnienia swoich postępków, Mendez pozoruje śmierć Trici przez powieszenie. Nicky i Red obwiniają się za śmierć Trici, obie chcą zniszczyć Mendeza. |    |                        |                    |                           |                  |              |
| 11 | 11 | Tall Men with Feelings | Constantine Makris | Lauren Morelli            | 11 lipca 2013    | nieemitowany |
| Urzędnicy więzienni zatuszowali śmierć Trici w celu uniknięcia śledztwa. Więźniowie wierzą w to, że Tricia popełniła samobójstwo i organizują spotkanie aby uczcić jej pamięć. Śmierć dziewczyny wpływa na Mendeza, który daje temu upust, pijąc drinki z Bennettem. Aleida, Daya i Red planują ukartować sprawę ciąży Dayi. Daya ma się przespać z Mendezem, co odwróci podejrzenia, gdy jej ciąża staje się widoczna. Podczas ich spotkania, Mendez używa prezerwatywy, psując plan Dayi na zdobycie dowodów. Pennsatucky nadal przebywa na oddziale psychiatrycznym. Po tym jak Piper dowiaduje się, że oddział psychiatryczny jest gorszy niż izolatka, pisze petycję do Caputo z prośbą o powrót Pennsatucky z psychiatryka, Chapman robi to mimo zastrzeżeń Alex. Mimo wszystko, odwaga Piper powoduje zacieśnienie relacji z Alex. Retrospekcje ukazują spory oraz rozstanie Piper i Alex, które nastąpiło zaraz po śmierci matki Alex. Larry udziela wywiadu w publicznym radiu, opowiedziane przez niego historie są bardzo bolesne dla Suzanne oraz Panny Claudette, choć są miłe dla kilku innych więźniów, na przykład Red. Komentarze Larry'ego dotyczące wierności uświadamiają Piper, że wie on o jej związku z Alex. Piper dzwoni do Larry'ego i przyznaje się do swojej niewierności. Larry ujawnia, że podczas święta Dziękczynienia, Healy powiedział mu o tym, że Piper została umieszczona w izolatce za „lesbijską aktywność”. Chapman przyznaje się Larry'emu, że kocha Alex, co Larry postrzega jako ogromną zdradę. Larry wyznaje, że to Alex wydała Piper, tym samym przyznaje, iż wcześniej kłamał. Następnie pyta Piper: „Jakie to uczucie kochać kogoś, kto zrujnował nasze życia?” oraz oświadcza, że potrzebuje trochę czasu na życie w samotności. |    |                        |                    |                           |                  |              |
| 12 | 12 | Fool Me Once           | Andrew McCarthy    | Sara Hess                 | 11 lipca 2013    | nieemitowany |
| Caputo przyłapuje Mendeza na seksie z Dayą. By uniknąć śledztwa w sprawie gwałtu, Mendez zostaje zwolniony. Daya mówi Bennettowi o swoim spisku, ale Bennett nie jest zadowolony z tego, że wrobiła Mendeza. Mendez wierzy w to, że Daya go kocha i mówi Bennettowi o operacjach przemytu prowadzonych przez Red, potem Bennett informuje o tym Caputo. Apelacja Claudette zostaje odrzucona, naskakuje ona na Fischera, co skutkuje wysłaniem jej pod większy nadzór. Niezdolna do przystosowania się do życia na wolności, Taystee popełnia wykroczenie i wraca do więzienia. Cal zaręcza się przez wiadomość SMS. Red prowadzi mediacje pomiędzy Healym i jego oblubienicą. Yoga Jones mówi Watson, jak przez przypadek zabiła 8-letnie dziecko. Dziennikarz śledzący wywiad Larry'ego pyta zastępcę naczelnika o powód cięć budżetowych w Litchfield, pomimo wzrostu dofinansowania dla więzienia. Piper i Alex kłócą się; Piper przyznaje, że jest emocjonalnie manipulującym narcyzem, który naskoczył na Alex, gdy ta straciła matkę. Alex wyznaje, że oszukiwała Piper, bo chciała, żeby Piper ją lubiła. Alex daje Piper wybór: budowanie przytulnego gniazdka z Larrym albo podróże z Alex i bycie gotowym na wszystko. Larry prosi Piper o niezwłoczny ślub. Retrospekcje pokazują jak Pennsatucky zabiła osobę przeprowadzającą aborcję, gdyż osoba ta „zlekceważyła ją”, ponieważ była to już jej piąta aborcja. Konserwatywna chrześcijańska grupa antyaborcyjna zapewnia Pennsatucky pomoc prawną pro publico bono. Pennsatucky rozmyśla o tym, jak została wkopana przez Piper, adwokat zachęca Pennsatucky do poświadczenia za Piper. Piper „modli się do Pana Boga” o przebaczenie, ale kategorycznie odmawia przyjęcia chrztu. Po tym jak Piper przestaje ją szanować, Pennsatucky planuje zabić Chapman. |    |                        |                    |                           |                  |              |
| 13 | 13 | Can't Fix Crazy        | Michael Trim       | Tara Herrmann Jenji Kohan | 11 lipca 2013    | nieemitowany |
| Caputo wybiera Mendozę na zastępstwo Red w roli szefa kuchni. Aby pozbawić ją stanowiska, Red sabotuje w kuchni. W rezultacie Murphy zostaje poparzona przez ogień, rozkazuje ona Normie zakończenie swojej przyjaźni z Red. Mendoza zaczyna głodzić Red. Figueroa liczy na ingerencję Bennetta, który ma postarać się uciszyć śledztwo na temat produktów Neptune, ale Caputo walczy o to, aby je utrzymać. Stosunki Bennetta i Dayi pogarszają się. Sophia otrzymuje kartkę od swojego syna. Piper mówi Alex, że wybiera Larry'ego i odcina Alex od swojego życia. Larry odwiedza Alex w więzieniu i każe jej zostawić Piper w spokoju, ale Alex wyznaje mu, że to właśnie Piper odnowiła ich seksualne relacje. Zapewnia Larry'ego, że brak zabezpieczenia w kwestii ich związku wynika ze słabości Piper a nie intrygi Alex, mówi mu „To nie ja jestem twoim problemem”. Po tym wyznaniu, Larry postanawia zerwać z Piper. Piper wraca do Alex, ale ta ją odrzuca. Nicky uwodzi Alex. Piper jest przerażona po tym, jak Pennsatucky próbuje ją zranić żyletką pod prysznicem. Taystee i jej przyjaciółki zachęcają Piper do rewanżu, Big Boo daje Piper śrubokręt, który nigdy nie wrócił do warsztatu. Podczas jasełek, Piper zalewa się łzami i opuszcza przedstawienie podczas końcowej piosenki. Pennsatucky wymyka się ze sceny, w swoim przebraniu anioła, podążając za Piper. Piper i Pennsatucky stają przed sobą na finalną konfrontację. Gdy zaczyna się walka, Piper prosi Healy'ego o pomoc, ale ten odchodzi ignorując ją. Pennsatucky mierzy w Piper bronią zrobioną z drewnianego chrześcijańskiego krzyża, Piper kopie ją w krocze, potem powala ją na ziemię uderzeniem w głowę. Odcinek kończy się obrazem rozwścieczonej Piper siedzącej na Pennsatucky i nieustająco wyprowadzającej ciosy w jej twarz. |    |                        |                    |                           |                  |              |

## Sezon 2 (2014)
| Nr | #  | Tytuł                         | Reżyseria                | Scenariusz                | Premiera Netflix | Premiera     |
| --- | -- | ----------------------------- | ------------------------ | ------------------------- | ---------------- | ------------ |
| 14 | 1  | Thirsty Bird                  | Jodie Foster             | Tara Herrmann Jenji Kohan | 6 czerwca 2014   | nieemitowany |
| Piper zostaje obudzona w izolatce. Bez jakiejkolwiek informacji zostaje zmuszona do podróży busem, a następnie wejścia na pokład samolotu, który odlatuje w nieznane jej miejsce. Po wylądowaniu wreszcie orientuje się, że znajduje się w Chicago. Piper przypuszcza, że została tu przeniesiona ze względu na morderstwo Pennsatucky, próbuje dostosować się do nowego otoczenia. Po sprzeczce z innymi osadzonymi oraz późniejszym widzeniem i rozmową z Alex, Piper odkrywa, że jest w Chicago po to, aby zeznawać w procesie dawnego szefa Alex – Kubry Balika – oraz że przebywa tu tylko chwilowo. Alex sugeruje Piper, aby obie kłamały, mówiąc, że nie znają Kubry, obawiając się jego zemsty w przypadku zdradzenia prawdy. Jednak Piper twierdzi, iż wolałaby mówić prawdę. Retrospekcje z dzieciństwa Piper ukazują jej skomplikowaną przeszłość. Piper spotyka swojego prawnika, ojca Larry'ego – Howarda Blooma, który stanowczo radzi jej mówić prawdę. W furgonetce w drodze na rozprawę, Alex ostatni raz próbuje przekonać Piper do zeznawania, że nie zna Kubry, mówiąc, iż (Alex) nie będzie miała życia jeśli nie opowiedzą tej samej historii. Chapman składa fałszywe zeznania na rozprawie. Po wszystkim, Howard umywa ręce od jej sprawy. Wtedy Alex informuje Piper, iż mimo że zamierzała skłamać, powiedziała jednak prawdę, co pogarsza sytuację Piper, która musi się teraz zmierzyć ze swoim krzywoprzysięstwem i dodatkowym czasem odsiadki. Chapman wrzeszczy na Alex, którą wyprowadzano w celu wypuszczenia na wolność.                     |    |                               |                          |                           |                  |              |
| 15 | 2  | Looks Blue, Tastes Red        | Michael Trim             | Jenji Kohan               | 6 czerwca 2014   | nieemitowany |
| Retrospekcje pokazują młodą Taystee – wtedy jeszcze nazywaną Tashą – na festiwalu adopcyjnym, gdzie stara się ona znaleźć permanentny dom. Spotyka dealerkę – Vee – która później staje się jej autorytetem. W rezultacie Taystee zaczyna dla niej pracować w branży handlu narkotykami. Jak się okazało, Pennsatucky przeżyła bójkę z Piper i została wypuszczona z izolatki po miesiącu. Uzgodniła ona z Healym co ma powiedzieć o potyczce z Chapman, a w zamian za to naprawiono jej zęby. Daya miała zaparcia przez pięć dni, a jej matka i Mendoza zaczęły ze sobą rywalizować chcąc rozwiązać ten problem. Zapasy żywności Red szybko się wyczerpują, ponieważ nie dowodzi już kuchnią i nie może pomagać swoim zewnętrznym wspólnikom. Podczas wizyty jej syna wychodzi na jaw, że ma ona wnuka. Red zostaje osadzona ze starszymi więźniarkami. Targi pracy dają szansę Taystee na pokazanie swoich umiejętności prowadzenia biznesu Philipowi Morrisowi – przedstawicielowi w pozorowanym wywiadzie. Dostaje pracę po tym, jak imponuje przedstawicielowi swoimi badaniami na temat firmy. Flaca kładzie rękę na kolanie przedstawiciela podczas rozmowy kwalifikacyjnej. Pod koniec odcinka przyszywana matka Taystee, Vee, pojawia się jako nowy więzień w Litchfield. |    |                               |                          |                           |                  |              |
| 16 | 3  | Hugs Can Be Deceiving         | Michael Trim             | Lauren Morelli            | 6 czerwca 2014   | nieemitowany |
| Piper wraca do Litchfield razem z japońsko-amerykańską więźniarką Brook Soso, z którą Piper dobrze się dogadywała, dopóki ta nie zaczęła być uciążliwa. Vee – dawny autorytet Taystee – wraca, Taystee przejawia oznaki dezaprobaty. Zostaje ujawnione to, że Vee i Red już się ze sobą znały z powodu wcześniejszej odsiadki Vee w Litchfield. Larry spotyka się z dziennikarzem, który chce użyć Piper jako źródła na temat oszustw i malwersacji dokonywanych przez szefostwo Litchfield. Daya denerwuje się na Bennetta, gdy ten nie może wymyślić jak przeszmuglować witaminy dla niej, ale potem odkrywa, iż jego proteza jest idealną kryjówką dla pigułek. W retrospekcjach widzimy Suzanne, która od zawsze wyróżniała się od innych, oraz to, że była zmuszana przez swoją adopcyjną matkę do pokazywania światu, że jest tak samo ważna i utalentowana jak inni. Podczas ceremonii ukończenia liceum została namówiona do śpiewu na uroczystości, lecz jej trema doprowadziła do żenującego wybuchu, podobnego do tego podczas jasełek. Dowiadujemy się, że Suzanne oszalała po tym widowisku. Crazy Eyes powala Piper na śnieg. To wywołuje bójkę pomiędzy Piper i Pennsatucky, wygląda na to, że są w tym samym stopniu sobie winne. Vee wykorzystuje desperacje wyrzutka – Suzanne, aby zdobyć pozycję. |    |                               |                          |                           |                  |              |
| 17 | 4  | A Whole Other Hole            | Phil Abraham             | Sian Heder                | 6 czerwca 2014   | nieemitowany |
| Nicky i Big Boo wchodzą w rywalizację, aby udowodnić, która z nich spała z większą liczbą kobiet w więzieniu. Vee oferuje pomoc Poussey w sprzedaży jej bimbru innym więźniom, ale ta nie przystaje na jej propozycję. Red zaczyna hodować rośliny w starej szklarni, aby ukryć przemyt kontrabandy do więzienia. Larry i Polly zaczynają zacieśniać więzi, podczas gdy mąż Polly jest poza domem. Lorna dowiaduje się, że jej ukochany – Christopher – bierze ślub z inną kobietą. Podczas transportu Rosy na leczenie, Lorna zabiera samochód, włamuje się do mieszkania Christophera, zakłada znaleziony tam welon ślubny oraz bierze relaksującą kąpiel, o mało co nie zostając przyłapana, gdy ten wraca do domu. Retrospekcje pokazują przeszłość Lorny, będącej oszustką, oraz ujawniają to, że Christopher nigdy nie był jej narzeczonym, lecz mężczyzną, którego zaczęła prześladować po pojedynczej randce, zostawiając mu wiadomości z pogróżkami oraz próbując podłożyć bombę w samochodzie jego aktualnej dziewczyny. |    |                               |                          |                           |                  |              |
| 18 | 5  | Low Self Esteem City          | Andrew McCarthy          | Nick Jones                | 6 czerwca 2014   | nieemitowany |
| W łazience, której używa Gloria Mendoza oraz „jej dziewczyny”, są problemy hydrauliczne, kał wybija z odpływów prysznicowych. Vee zostaje mianowana szefem ugrupowania African American, staje łeb w łeb przeciwko ekipie Glorii, która dostaje się do łazienki należącej do Ghetta. Fig, asystent dyrektora więzienia, odmawia naprawy pryszniców Latynosek z powodu problemów budżetowych oraz ogranicza czas brania prysznica do 30 sekund jako rozwiązanie problemu. Podczas gdy napięcie pomiędzy czarnymi a Latynoskami rośnie, Vee i Mendoza idą na układ, aby uspokoić sytuację. Cal i matka Piper odwiedzają Piper w więzieniu i informują, że ojciec nie chce jej odwiedzać w takich okolicznościach (jako osadzoną w więzieniu). W trakcie widzenia Cal wyznaje, że ich babcia umiera. Piper jest załamana, prosi Healy'ego o przepustkę. Boo i Nicky kontynuują swoją seksualną rywalizację. Gdy Boo stara się iść do zwycięstwa zdobywając „małe punkciki”, Nicky spędza czas próbując zaciągnąć do łóżka Fischer – jedną z więziennych strażniczek, bez skutku. W retrospekcjach ukazane jest to, że Gloria była ofiarą przemocy w rodzinie oraz to, jak została aresztowana za popełnienie oszustwa z kartkami żywnościowymi w sklepie, który prowadziła. |    |                               |                          |                           |                  |              |
| 19 | 6  | You Also Have a Pizza         | Allison Anders           | Stephen Falk              | 6 czerwca 2014   | nieemitowany |
| Osadzone przygotowują się na przyjęcie z okazji Walentynek. Red zaczyna importować rzeczy poprzez odpływ kanalizacyjny w szklarni z pomocą swojego syna, Vasila. Larry prosi Piper o bycie jego więziennym donosicielem po to, by mógł napisać artykuły o kwestiach finansowych w więzieniu. Piper zaczyna wypytywać więźniów i strażników, chce w ten sposób odkryć, na co w rzeczywistości idą pieniądze z więziennego budżetu. Retrospekcje pokazując szczegóły romantycznego związku Poussey z inną dziewczyną podczas ich pobytu w bazie wojskowej w Niemczech. Ojciec owej dziewczyny odkrył ich romans i użył swoich kontaktów aby wysłać Poussey z powrotem do rodzinnego domu w USA. Podczas konfrontacji z ojcem dziewczyny, Poussey jest gotowa pociągnąć za spust pistoletu i go zaatakować, ale jej własny ojciec interweniuje, zanim ta zdąża nacisnąć spust. Podczas imprezy walentynkowej Pennsatucky zostaje wykluczona ze swojej dawnej grupy przyjaciół przez Leannę. Poussey i Taystee kłócą się. Pomiędzy Flacą i Maritzą dochodzi do zbliżenia w kuchni. Ta sama sytuacja zachodzi pomiędzy Pennsatucky i Healym. Larry przynosi Polly wszystkie rzeczy Piper, dochodzi pomiędzy nimi do pocałunku, zaraz po tym Pete wraca do domu z wycieczki. Caputo zaprasza Fischer na występ swojej kapeli w lokalnym barze, ta przychodzi z Luschekiem, Bell i O'Neill. Później, gdy Caputo występuje ze swoim zespołem, zauważa postać Jimmy, starszej więźniarki cierpiącej na demencję, która uciekła z więzienia i siedzi teraz przy barze, słuchając muzyki. |    |                               |                          |                           |                  |              |
| 20 | 7  | Comic Sans                    | Andrew McCarthy          | Sara Hess                 | 6 czerwca 2014   | nieemitowany |
| Po ucieczce Jimmy, Caputo rozkazuje strażnikom bliższe i dokładniejsze obserwowanie więźniów oraz przydziela minimalną ilość czasu na pisanie raportów. Retrospekcje ukazują Black Cindy pracującą jako ochroniarz na lotnisku przed swoim aresztowaniem. Pokazane jest, jak przeszukuje torby ludzi i kradnie iPada dla swojej siostry na urodziny (która później okazuje się być jej biologiczną córką). Taystee daje Nicky papierosa w zamian za znaczki pocztowe dla Vee. Red szmugluje produkty do stylizacji włosów oraz inne rzeczy dla Sophii w zamian za odnowienie jej koloru włosów. Hiszpanki kontynuują swoje żądania o kontrabandę od Bennetta. Bennett ma dość bycia wykorzystywanym, grozi im użyciem broni, Daya jest przerażona. Dziewczyny Vee kontynuują wymianę papierosów za kontrabandę oraz przysługi od innych więźniów. Daya, Flaca i Morello pytają Piper, czy mogłyby pomóc jej w tworzeniu biuletynu, który niedawno zaczęła pisać. Poussey odmawia współpracy z Vee, ale Nicky zachęca ją do pozostania po stronie Vee. Polly przychodzi do domu Larry'ego mocno roztargniona i emocjonalnie wzburzona, zaczynają uprawiać seks. Jimmy zostaje zwolniona z więzienia i pozostawiona sobie samej na dworcu autobusowym. |    |                               |                          |                           |                  |              |
| 21 | 8  | Appropriately Sized Pots      | Daisy von Scherler Mayer | Alex Regnery Hartley Voss | 6 czerwca 2014   | nieemitowany |
| Piper zmierza się z reakcją innych na jej specjalne przywileje. Caputo czuje presję, aby stać się surowszym i bardziej zdecydowanym w swoich działaniach, co skutkuje wypowiedzeniem Fischer. Caputo zaczyna mieć pewne podejrzenia co do hodowli w szklarni prowadzonej przez Red, ale na jej szczęście Gloria przenosi jej kontrabandę, zanim Caputo zdąża ją odnaleźć. Przeszłość Rosy zostaje odkryta. Retrospekcja ukazuje kilka napadów na bank wykonanych przez jej paczkę. Rosa spotyka młodego chłopaka na chemioterapii, później okazuje się, że jest on w fazie reemisji choroby. Piper prosi Healy'ego o unieważnienie jej przepustki z powodu złego traktowania ze strony innych więźniów. Piper dzwoni do swojej matki, aby powiedzieć jej, że przyznano jej przepustkę. Dowiaduje się, że jej babcia zmarła dzień wcześniej. |    |                               |                          |                           |                  |              |
| 22 | 9  | 40 OZ of Furlough             | S.J. Clarkson            | Lauren Morelli            | 6 czerwca 2014   | nieemitowany |
| Relacja Piper i Larry'ego zostaje wystawiona na poważną próbę, gdy Piper wraca do domu na przepustkę. Larry przyznaje się Piper, że spał z kimś innym. Piper idzie na pogrzeb babci, który przeistacza się w wesele jej brata. Wysiłki Red mające na celu odkupienie się w oczach jej byłego ugrupowania wreszcie zostają nagrodzone. Historia relacji Red oraz Vee zostaje wyjaśniona poprzez serię retrospekcji: w ostatnich ukazane jest, jak Vee przejęła kontrolę nad czarnymi więźniarkami oraz przedstawiona jest sytuacja, gdy Vee chciała sobie przywłaszczyć kuchenną działalność Red, zajmującą się przemytem rzeczy do więzienia. Wszystko kończy się na brutalnym pobiciu Red. Mendez wraca do Litchfield. Bennett wyznaje Caputo, że Daya jest w ciąży oraz sugeruje, że to Mendez może być ojcem dziecka. |    |                               |                          |                           |                  |              |
| 23 | 10 | Little Mustachioed Shit       | Jennifer Getzinger       | Sian Heder                | 6 czerwca 2014   | nieemitowany |
| Strażnicy stają się nieustępliwi w dążeniach do odnalezienia więziennej kontrabandy. Ciąża Dayi zostaje ujawniona, a Mendez automatycznie zwolniony oraz aresztowany z powodu domniemanego bycia ojcem dziecka. W retrospekcjach zostaje ukazane więcej szczegółów z historii związku Alex i Piper. Piper sama domyśla się, że Larry i Polly spali ze sobą. Vee próbuje dołączyć do biznesu Red prowadzonego w ogrodzie. Poussey opija się i znieważa Vee, więc Suzanne, w przypływie wściekłości, zaczyna ją bić. Nicky decyduje się zanieść do Red heroinę, którą dostała od Taystee. Healy zaczyna terapie grupową – „Safe Place”. |    |                               |                          |                           |                  |              |
| 24 | 11 | Take a Break from Your Values | Constantine Makris       | Nick Jones                | 6 czerwca 2014   | nieemitowany |
| Piper wreszcie nawiązuje kontakt z Alex i dowiaduje się, że Kubra nie został skazany. Piper słyszy plotki o swoim przeniesieniu do Virginii. Strajk głodowy Soso przyciąga nowe wsparcie, które przybiera religijną żarliwość. Polly zostawia Pete'a dla Larry'ego. Więzienna prasa zostaje zamknięta. Siostra Ingalls przyłącza się do strajku głodowego. Retrospekcje pokazują jej pierwszy udział w wiecu oraz jej ekskomunikę. Staruszki tworzą plan zabicia Vee, Red nic o tym nie wie. Plan spalił na panewce, gdy pchnięto nożem niewłaściwego więźnia. |    |                               |                          |                           |                  |              |
| 25 | 12 | It Was the Change             | Phil Abraham             | Sara Hess                 | 6 czerwca 2014   | nieemitowany |
| Rywalizacja Vee i Red trwa dalej z paroma konfrontacjami skupiających się wokół ich konkurencyjnych przedsięwzięć biznesowych w więzieniu. Więźniowie Litchfield zostają zmuszeni do opuszczenia swoich cel i spania w stołówce z powodu zalania przez burzę systemu hydraulicznego. Red i jej gang obawiają się ataku na nie w nocy; znajdująca się po drugiej stronie stołówki Vee także ostrzega swoje ugrupowanie przed Red. Podczas nocy, Lorna dzieli intymną chwilę z umierającą Rosą, a Pennsatucky, zbliżając się do Big Boo próbuje dowiedzieć się szczegółów na temat „homo agendy”, o której uprzednio opowiedział jej Healy. Figueroa otrzymuje mnóstwo wściekłych telefonów od Caputo oraz odkrywa drastyczną prawdę o swoim mężu. Red atakuje Vee w momencie, gdy zostają same na zewnątrz, próbuje ją udusić przy użyciu plastikowej torby, niestety jej się to nie udaje. Obie przyznają, że Litchfield je zmieniło. Podają sobie ręce na znak zgody. Pod koniec nocy, Piper wymyka się ze stołówki, aby znaleźć dowód na oszustwa dokonywane przez Figueroę w jej biurze, ale zostaje przyłapana przez Caputo, gdy wraca zasilanie. Następnego poranka, Red sprząta bałagan pozostawiony przez burzę, zostaje zaatakowana od tyłu przez Vee i poważnie zraniona. |    |                               |                          |                           |                  |              |
| 26 | 13 | We Have Manners. We're Polite | Constantine Makris       | Jenji Kohan               | 6 czerwca 2014   | nieemitowany |
| Więzienna rodzina Vee rozpada się i odwraca od niej po tym, jak Nicky kradnie jej zapas heroiny. Wywołuje to paranoję Vee oraz próbę zrzucenia winy za pobicie Red na Suzanne. Piper ujawnia Caputo defraudację Figueroi, ten donosi o tym dyrektorom i konfrontuje prawdę z Figueroą. Figueroa próbuje uzyskać milczenie Caputo, zaspakajając go seksem oralnym, ale nic tym nie zyskuje. Nowa posada Caputo, czyli tymczasowy zastępca naczelnika, zostaje natychmiast poddana próbie, gdy Bennett wyznaje mu, że to on zapłodnił Dayę; Caputo tuszuje tę informację w celu uniknięcia skandalu. Siostra Ingalls kończy swój strajk głodowy. Red rozmawia z Healym, Healy namawia Luscheka do podpisania fałszywych papierów, aby oczyścić z zarzutów Suzanne i ponownie objąć śledztwo w sprawie Vee. Vee, samotna i pozbawiona przyjaciół, ucieka z więzienia przez odpływ kanalizacyjny w szklarni Red. Rosa dowiaduje się od lekarza, że chemioterapia nie przynosi skutków i pozostało jej jedynie 3–6 tygodni życia. Morello zostawia kluczyki w furgonetce razem z Rosą, ta wykorzystuje okazje i ucieka z więzienia, by zasmakować wolności w ostatnich dniach swojego życia. Śledzi Vee podążającą szosą wzdłuż drogi i specjalnie potrąca ją furgonetką. |    |                               |                          |                           |                  |              |

## Sezon 3 (2015)
| Nr | #  | Tytuł                              | Reżyseria          | Scenariusz                  | Premiera Netflix | Premiera     |
| --- | -- | ---------------------------------- | ------------------ | --------------------------- | ---------------- | ------------ |
| 27 | 1  | Mother's Day                       | Andrew McCarthy    | Jenji Kohan                 | 11 czerwca 2015  | nieemitowany |
| Więzienie przyjmuje specjalnych gości, aby uczcić Dzień Matki. Caputo próbuje zmniejszyć swój reżim z powodu poprzednich kontrowersji, które miały miejsce w więzieniu. Piper odkrywa, że Alex wróciła do Litchfield. Dziewczyny godzą się ze sobą. Poussey tęskni za swoją matką. Bennett usiłuje żyć w zgodzie z rodziną Dayi, jednocześnie utrzymując w tajemnicy to, że jest ojcem dziecka. Daya i Aledia odbywają kłótnię na temat macierzyństwa. Pennsatucky wspomina swoje liczne aborcje. Healy czuje się szantażowany przez Caputo. Red wypełnia dziurę w szklarni cementem, później ma widzenie z rodziną, od której dowiaduje się, że Piper okłamała ją, mówiąc, że jej biznes ma się świetnie. Retrospekcje ukazują kilka doświadczeń więźniarek z przeszłości związanych z Dniem Matki. |    |                                    |                    |                             |                  |              |
| 28 | 2  | Bed Bugs And Beyond                | Constantine Makris | Jim Danger Gray             | 11 czerwca 2015  | nieemitowany |
| Więzienie Litchfield walczy z plagą pluskiew, zmuszając więźniów do ubierania samej bielizny lub jednorazowych papierowych kombinezonów, co wywołuje paranoję u niektórych więźniarek, które zaczynają się nadmiernie drapać. Red mówi Piper, że wie o jej kłamstwach na temat rodzinnego biznesu Red, co owocuje stratą zaufania Red wobec Piper i swojego męża. Matka Pornstache'a przychodzi do więzienia i oferuje adopcję dziecka Dayi, co powoduje napięcie pomiędzy Bennettem, Dayą i Aledią. Alex zmaga się ze swoim powrotem do więzienia, a Piper ujawnia, że w pewnym sensie wydała ją, powiadamiając jej kuratora, wywołuje to napięcie pomiędzy kobietami. Bennett oświadcza się Dayi, ale nadal ma pewne wątpliwości co do jej rodziny, szczególnie groźnego Cesara. Nicky i Big Boo orientują się, że ich heroina została skradziona. Caputo dowiaduje się, że więzienie ma zostać zamknięte z powodu ograniczeń budżetowych. Retrospekcje ukazują przeszłość Bennetta, będącego żołnierzem USA wysłanym do Afganistanu. Jego oddział został tam zaatakowany przez afgańskie siły, przez co pewien afganistański żołnierz, który był z nim zaprzyjaźniony, został omyłkowo zabity. Spór Piper i Alex rozstrzyga się w zamkniętej bibliotece, gdzie zaczynają uprawiać ostry seks. Bennett dostaje łóżeczko dla dziecka od Cesara, jest także świadkiem tego, jak Cesar mierzy pistoletem w jedno ze swoich dzieci. Bennett porzuca łóżeczko na poboczu i odjeżdża. |    |                                    |                    |                             |                  |              |
| 29 | 3  | Empathy Is a Boner Killer          | Michael Trim       | Nick Jones                  | 11 czerwca 2015  | nieemitowany |
| Luschek znajduje kupca na heroinę Nicky, jest wciekły, gdy Nicky mówi mu, że została ona skradziona. Relacje Alex i Piper są chłodne. Caputo zaprzecza plotkom pracowników mówiących, że więzienie zostanie zamknięte, ale pracownicy są nadal podejrzliwi. Bennett znika, Daya zaczyna się martwić. Nowy członek kadry pracowniczej, Rogers, zaczyna zajęcia teatralne, na których Alex i Piper godzą się ze sobą podczas przedstawienia. Zostaje ujawnione, że Nicky trzymała heroinę na własny użytek, ale heroina została znaleziona przez dwie ćpunki. Luschek zabiera im heroinę, która później zostaje wykryta przez Caputo, co zmusza Luscheka do wrobienia Nicky, aby chronić własny tyłek. Healy zatrudnia Red, aby pomogła mu porozmawiać z żoną. Caputo szantażuje Figueroę, aby pomogła mu w utrzymaniu więzienia. Ta nakierowuje go na prywatną firmę, której nabyciem interesowała się w przeszłości. Retrospekcje pokazują długie zmagania Nicky: z jej uzależnieniem od narkotyków, łącznie z kradzieżą taksówki, oraz jej odwieczną walką z matką. Teraz Nicky zostaje wysłana do więzienia o zaostrzonym rygorze. Lamentuje, że nawet po pokonaniu swojego uzależnienia od narkotyków, może nie stracić swoich zdolności do samodestrukcji. |    |                                    |                    |                             |                  |              |
| 30 | 4  | Finger That Dyke                   | Constantine Makris | Lauren Morelli              | 11 czerwca 2015  | nieemitowany |
| Więźniowie powoli godzą się ze stratą Nicky. Caputo zabiera prywatną firmę, MMR, na wycieczkę po więzieniu. Crazy Eyes zaczyna się oswajać ze śmiercią Vee. Daya obawia się, że Bennett ją zostawił. Piper obchodzi swoje urodziny, właśnie w ten dzień ma widzenie ze swoją rodziną. Piper i Alex zaczynają się do siebie powoli zbliżać. Pennsatucky ujawnia, że nadal dostaje pieniądze od grupy antyaborcyjnej, która uważa ją za męczennika. Big Boo robi sobie makijaż, mając nadzieję, że przekona grupę religijną do wysyłania jej funduszy, ale zamiast tego wpada w szał. Red i Healy rozwijają swoją przyjaźń poprzez romantyczne podteksty. MMR zgadza się przejąć działania nad więzieniem, ratując je od zamknięcia. Retrospekcje ukazują napiętą relację pomiędzy Big Boo oraz jej surowymi rodzicami, szczególnie z jej matką, która nie akceptuje tego, że jej córka jest lesbijką. Matka Big Boo umiera odizolowana od swojej córki. |    |                                    |                    |                             |                  |              |
| 31 | 5  | Fake It Till You Fake It Some More | Nicole Holofcener  | Tara Hermann                | 11 czerwca 2015  | nieemitowany |
| MMR inwestuje w nowe materace i inne ulepszenia w więzieniu, ale zmniejsza liczbę godzin pracy strażników. Osadzonym zostaje przedstawiona nowa oferta pracy, za którą wynagrodzenie jest 10 razy większe niż w przypadku innych prac w więzieniu. Więźniarki walczą pomiędzy sobą o uzyskanie tej pracy. Piszą test, dzięki któremu kilka z nich, w tym Piper i Flaca, zostają wybrane na nowe stanowiska. Będą one pracować w warsztacie, robiąc damską bieliznę. Daya próbuje wymyślić, co ma dalej robić bez pomocy Bennetta. Alex ma paranoję – nieustannie myśli o tym, że jej były szef chce ją zabić. Poussey próbuje powstrzymać zwierzęta przed kradzieżą jej alkoholu. Retrospekcje pokazują dawne życie Flaci, która oszukiwała uczniów swojego liceum, sprzedając im placebo zamiast LSD. Wszystko skończyło się, gdy jej kolega z klasy skoczył z budynku, a Flaca została aresztowana za oszustwo. |    |                                    |                    |                             |                  |              |
| 32 | 6  | Ching Chong Chang                  | Anthony Hemingway  | Sara Hess                   | 11 czerwca 2015  | nieemitowany |
| Caputo przesłuchuje więcej kandydatów na strażników, co wywołuje konsternację u innych pracowników. Nowy więzień ujawnia, że od kuchni może być wymagany bardziej wykwintny posiłek koszerny. Znana szefowa kuchni – Judy King – zostaje oskarżona o oszustwa podatkowe. Podczas rozpoczęcia nowej pracy nad bielizną Whispers Piper flirtuje z nowym więźniem, Stellą Carlin. Lorna doznaje serii odwiedzin przez jej korespondencyjnych przyjaciół, czuje sympatię do jednego z nich, który jest entuzjastą Jiu Jitsu. Healy przekonuje Caputo do ponownego zatrudnienia Red do pracy w kuchni. Marząca o miłości, samotna Poussey pędzi własny bimber. Chang, w sekrecie, przygotowuje specjalne jedzenie dla siebie i ogląda chińskie filmy na komórce ukrytej w ogrodowej szopie. W retrospekcjach ukazane jest dawne życie Chang, która dorastała i rozwijała się w Azji w kręgu podziemnej przestępczości. Pokazana jest także drastyczna, pełna przemocy zemsta dokonana przez nią na mężczyźnie, który ją odrzucił i upokorzył. |    |                                    |                    |                             |                  |              |
| 33 | 7  | Tongue-Tied                        | Julie Ann Robinson | Sian Heder                  | 11 czerwca 2015  | nieemitowany |
| Suzanne ujawnia swój talent, pisząc dziwaczne opowiadania fantastyczne przepełnione erotyką. Stella zgadza się na współpracę, czyli noszenie bielizny Whispers dla Piper, która planuje otworzyć biznes i sprzedawać brudną bieliznę poza więzieniem. Piper zatrudnia Cala do pomocy przy rozwijaniu swojego nowego biznesu. Daya myśli nad tym, u kogo powinno dorastać jej dziecko. Synowie osadzonych przyjeżdżają do więzienia razem, syn Mendozy uczy syna Sophii chamskiego zachowania, wywołuje to kłótnie matek. Wypadek, podczas którego Ramos o mało co nie odcięła sobie palca, skutkuje ponownym objęciem dowodzenia nad kuchnią przez Red – zaraz po tym, jak nowe władze wprowadzają „worki z gotowymi posiłkami”. MMR ponosi klęskę w szkoleniu nowych strażników, co skutkuje wypadkiem z użyciem gazu pieprzowego. Reputacja Normy jako cudotwórcy rośnie. Retrospekcje pokazują jak w przeszłości stała się ona jedną z wielu żon Svengali – kogoś w rodzaju proroka z jej młodszych lat – oraz to, jak go później zamordowała. |    |                                    |                    |                             |                  |              |
| 34 | 8  | Fear And Other Smells              | Mark A. Burley     | Nick Jones                  | 11 czerwca 2015  | nieemitowany |
| Powieści science-fiction pisane przez Suzanne zyskują wielką sławę i poparcie w więzieniu, ale najnowszy rozdział pogłębia depresję alkoholową Poussey. Więźniowie narzekają na nowe jedzenie ze stołówki oraz są źli z powodu rosnących cen przedmiotów z kantyny. Piper rekrutuje kolejne osadzone do noszenia skradzionych majtek i sprzedaje je przez internet z dużym zyskiem. Radca Rogers sprzeciwia się, gdy Healy przepisuje Soso antydepresanty, przez co zdenerwowany Healy oddaje jej sprawę Soso. Pennsatucky nawiązuje więź z Coatesem – nowo zatrudnionym strażnikiem, który pracował w sklepie z pączkami. Na spotkaniu w Utica szefowie MMR są pokazani jako ludzie całkowicie pozbawieni współczucia i skupiający się wyłącznie na cięciu kosztów i zwiększaniu zysków. Caputo zaczyna coraz bardziej gardzić Pearsonem, który nie odniósł sukcesu we wcieleniu w życie szkoleń zawodowych więźniów, wprowadzeniu książek prawnych do biblioteki i dokonaniu innych ulepszeń więzienia. Sophia i Mendoza użalają się nad tym, że nie mogą być blisko swoich synów i mieć swojego wkładu w ich wychowanie. Gdy Daya dowiaduje się od matki Mendeza, że Diaz zawarła z nią pieniężną umowę w zamian za wychowywanie dziecka, Daya wyznaje, że Mendez nie jest ojcem dziecka. Alex podejrzewa, że nowa więźniarka – Lolly – mogła zostać nasłana przez Kubrę, aby ją zabić – paranoja ma swoje odzwierciedlenie w retrospekcjach z czasów, gdy przebywała w Paryżu, kiedy to Kubra obrał sobie za cel wyeliminowanie Fahriego, zaraz po tym, jak aresztowano Piper. Później pokazana jest Lolly, która opisuje w swoim notatniku z dokładnymi detalami każdy ruch Alex. |    |                                    |                    |                             |                  |              |
| 35 | 9  | Where My Dreidel At                | Andrew McCarthy    | Jordan Harisson             | 11 czerwca 2015  | nieemitowany |
| Z pomocą Cala i Bayley bieliźniany biznes Piper odnosi duży sukces. Więźniowie nadal mają obsesje na punkcie pornograficznej serii noweli pisanych przez Suzanne. Red czuje się upokorzona tym, że musi serwować więźniom jedzenie z worków zamiast prawdziwego i wielokrotnie zrzeka się odpowiedzialności za jakość produktów narzuconych przez przełożonych. Rabin przesłuchuje więźniów, aby sprawdzić ich rzekome wierzenie w religię żydowską, co skutkuje umieszczeniem tylko niewielkiej liczby więźniów na liście osób mających dostawać posiłki koszerne. Naga Stella rozmawia z Piper w łazience, Piper jest pod dużym wrażeniem Stelli; w późniejszej akcji kobiety całują się ze sobą. Mendoza i Sophia znowu się kłócą, gdy Sophia wyznaje, że jej syn został aresztowany za pobicie; Sophia dowiaduje się, że syn Mendozy uciekł z miejsca zdarzenia. Znana szefowa kuchni Judy King ponownie pojawia się w wiadomościach telewizyjnych. Strażnik Coates całuje Pennsatucky w momencie, gdy są poza terenem więzienia. Zaraz po tym jak Lolly zbija okno w szopie, Alex orientuje się, że jeden z dużych odłamków szkła zniknął. Leanne znęca się nad Soso i zachowuje się jak samozwańczy lider spirytualnej grupy Normy. Retrospekcje pokazują jej ucieczkę od swoich korzeni – rodziny amiszów oraz aresztowanie za posiadanie metamfetaminy w trakcie próby powrotu do rodziny. Norma próbuje nauczyć Leanne życzliwości i tolerancji, ale ta ją ignoruje. Ku swojemu przerażeniu, Alex odkrywa, że Lolly obserwowała każdy jej ruch. |    |                                    |                    |                             |                  |              |
| 36 | 10 | A Tittin' And a Hairin'            | Jesse Peretz       | Lauren Morelli              | 11 czerwca 2015  | nieemitowany |
| Gdy pewna młoda osadzona próbuje się zbliżyć do Suzanne, Suzanne wyznaje Morello, że w przeciwieństwie do tego, co pisze w swoich erotycznych nowelach, jest ona nadal dziewicą i seks jest dla niej wstydliwą sprawą. Judy King zostaje uznana za winną, ale wygląda na to, że jej miejscem odsiadki nie będzie Litchfield. Po obserwacji Stelli stopniowo zbliżającej się do Piper, Alex konfrontuje się z kobietami w celi Piper. Mendez zostaje odwiedzony w więzieniu przez matkę i poinformowany o tym, że nie jest ojcem dziecka Dayi, wywołuje to u niego wstrząs i niedowierzanie. Matka Mendeza oświadcza Dayi, że nadal chce wychowywać jej dziecko, po bolesnych przemyśleniach Daya się zgadza. Morello wykorzystuje Vince'a, swojego korespondencyjnego przyjaciela, aby zemścić się na Christopherze. Leanne i Soso nadal antagonizują pomiędzy sobą, wywołuje to wątpliwości u Normy, która je przyłapuje. Korzystając z warzyw uprawianych w ogrodzie, Red przygotowuje małą porcję ratatouille dla swoich pracowników. Mendoza zła na Sophie za zaprzestanie wspólnej jazdy jej syna do więzienia z synem Sophie, wszczyna z nią walkę w łazience, podczas której zostaje ranna. W łazience należącej do białych Alex atakuje Lolly, ale szybko zdaje sobie sprawę, że Lolly jest tylko osobą z głęboką paranoją i urojeniami, a nie jej zabójcą. Coates dostaje reprymendę za spóźnienie spowodowane spędzaniem czasu z Pennsatucky; w złości gwałci ją w więziennej furgonetce. W retrospekcjach zostaje ukazana Pennsatucky, która jako nastolatka prostytuowała się w zamian za drinki. Poznała ona nowego chłopaka, w którym się zakochała. To on uczył ją, jak czerpać przyjemność z seksu, ale gdy od niej odszedł, Pennsatucky została ponownie zgwałcona przez swojego dawnego „klienta”.                                                                                               |    |                                    |                    |                             |                  |              |
| 37 | 11 | We Can Be Heroes                   | Phil Abraham       | Sian Heder                  | 11 czerwca 2015  | nieemitowany |
| Caputo zgadza się na pomoc w zjednoczeniu pracowników przeciwko ich bezdusznym korporacyjnym kierownikom. W międzyczasie Caputo sypia z Figueroą. Z powodu błędu komputera, bliska przyjaciółka Leanne – Angie – zostaje omyłkowo wypuszczona na wolność. Caputo odnajduje ją później na dworcu autobusowym. W retrospekcjach zostaje ujawniona przeszłość Caputo, który poświęcił swoją karierę muzyczną i objął stanowisko strażnika w Litchfield, aby móc wspierać swoją dziewczynę, która była w ciąży z byłym przyjacielem z zespołu Caputo. Później, gdy biologiczny ojciec dziecka stał się sławnym muzykiem, dziewczyna zostawiła Caputo. Big Boo dowiaduje się o znęcaniu Coatesa nad Pennsatucky i obiecuje jej pomóc się na nim zemścić. Po zranieniu Mendozy, Sophia staje się wyrzutkiem, a jej salon świeci pustkami. Rękopisy Suzanne lądują na radarze pracowników, co prowadzi do późniejszej ich konfiskaty. Radca Birdie zostaje niesłusznie zmuszona do odejścia. Suzanne odczuwa ulgę i przeprasza Poussey za atak, który miał miejsce za czasów ugrupowania Vee. Soso oskarża Normę o przyzwolenie na nękanie przez jej ugrupowanie, Leanne obcina włosy Soso, gdy ta śpi. Flaca zachęca dziewczyny pracujące dla Piper do zaprzestania noszenia majtek, zanim ta nie zacznie im płacić godziwych pieniędzy za ich pracę. Piper zgadza się na ustalenie płatności za pomocą kart kredytowych, ale Flaca zaczyna podżegać do powstania. Odrzucona poznaniem nowego oblicza Piper, Alex odchodzi zarówno z interesu, jak i ich związku. |    |                                    |                    |                             |                  |              |
| 38 | 12 | Don't Make Me Come Back There      | Uta Breiswitz      | Sara Hess                   | 11 czerwca 2015  | nieemitowany |
| Daya zaczyna rodzić, nie pozwala pomagać sobie swojej matce po tym jak ta próbowała wyciągnąć pieniądze od matki Mendeza. Red prowadzi otwartą loterię, aby wybrać osoby, które będą uczestniczyć w jej fantazyjnej obiadowej uczcie. Po zawieszeniu Birdie, Brooke zwraca się do Healy'ego po poradę, który nadal zaleca jej brać leki. Boo zachęca Pennsatucky do dokonania zemsty na Coatesie, ale ostatecznie nie są w stanie tego zrobić. Sophia zostaje zaatakowana i pobita przez dwie osadzone. Gerber odmawia wynoszenia majtek poza teren więzienia, więc Piper próbuje zbliżyć się do niego, składając mu obietnice seksualne, wtedy właśnie interweniuje Stella i przekonuje Gerbera do dalszej współpracy. Poród Dayi nie idzie zgodnie z planem. Starcie z Friedą sprawia, że Taystee zdaje sobie sprawę, że to ona jest nową „matką” w ich grupie. Poussey znajduje w bibliotece nieprzytomną Brook, która przedawkowała tabletki skradzione z gabinetu doktora po tym, jak otrzymała receptę od Healy'ego. Piper próbuje objąć dłoń Stelli podczas gdy oglądają one film, ale Stella wyznaje jej, że wkrótce wychodzi na wolność. Retrospekcje pokazują, jak w przeszłości Aleida zostawiła młodą Dayę na obozie, aby pozbyć się jej na kilka tygodni; Daya początkowo protestowała i płakała, ale kiedy Aleida przyjechała ją odebrać, Daya była szczęśliwsza – poznała już nowych przyjaciół i przystosowała się do nowego otoczenia. |    |                                    |                    |                             |                  |              |
| 39 | 13 | Trust No Bitch                     | Phil Abraham       | Jim Danger Gray Kenji Kohan | 11 czerwca 2015  | nieemitowany |
| Poussey, Taystee i Suzanne ratują Brook przed przedawkowaniem. Piper konfrontuje się z Flacą oskarżając ją o kradzież pieniędzy pozyskanych z bieliźnianego biznesu, ale wkrótce uświadamia sobie, że to Stella jest winowajcą, ponieważ to ona nie ma żadnych pieniędzy na życie po wyjściu z więzienia. Piper szykuje słodką zemstę na Stelli wrabiając ją w posiadanie niebezpiecznej kontrabandy, co skutkuje przeniesieniem Stelli do więzienia o zaostrzonym rygorze. Morello bierze ślub z Vincem. Black Cindy wykazuje nowo odkryte powołanie – chce stać się wyznawcą Judaizmu. Jest sfrustrowana, ponieważ pełne przyjęcie tej religii wymaga chrztu (nazywanego tevilah), do czego wymagany jest naturalny zbiornik wodny, do którego nie ma dostępu na terenie więzienia. Komplikacje związane z dzieckiem Dayi rosną, po tym jak Cesar zostaje aresztowany. Po raz pierwszy Norma zmaga się ze stratą swoich wyznawców po tym, jak Poussey w gniewie oskarża ją o spowodowanie próby samobójczej Brook. Napięcie pomiędzy Flacą i Glorią rośnie tak jak i to pomiędzy Leanne i Normą. Caputo, który wcześniej obiecał przewodniczyć związkowi pracowniczemu, akceptuje ofertę MMR, co powoduje odejście pracowników. Robotnicy naprawiający płot przez przypadek pozwalają uciec wszystkim więźniom na pobliską plażę. Osadzone zażywają kąpieli w jeziorze, Brook zostaje przyjęta do grupy Afroamerykanek, Suzanne nawiązuje więź z Maureen. Black Cindy, korzystając z nieoczekiwanego dostępu do naturalnej wody, bierze chrzest i oficjalnie zostaje Żydówką. Alex zostaje zaskoczona w szklarni przez nowego strażnika przysłanego przez Kubrę, jej los pozostaje nieznany. Podczas gdy więźniowie bawią się w najlepsze w jeziorze, ekipa budowlana wymienia łóżka w więzieniu na dwupiętrowe, podwajając liczbę miejsc w więzieniu. Kilka autobusów nowych więźniów przyjeżdża do Litchfield. |    |                                    |                    |                             |                  |              |

## Sezon 4 (2016)
| Nr | #  | Tytuł                           | Reżyseria          | Scenariusz                  | Premiera Netflix | Premiera     |
| --- | -- | ------------------------------- | ------------------ | --------------------------- | ---------------- | ------------ |
| 40 | 1  | Work That Body for Me           | Andrew McCarthy    | Jenji Kohan                 | 17 czerwca 2016  | nieemitowany |
| Caputo zostaje awansowany na posadę dyrektora Human Activity. Dostaje do pomocy nowych strażników mających za zadanie sprowadzić więźniów znajdujących się nad jeziorem. Piscatella, jeden z nowych strażników, okazuje się być bardzo surowym i stanowczym, co budzi obawę wśród więźniów oraz dwóch inny strażników. Zostaje on powołany na stanowisko dowódcy strażników. Maureen chce uciec z więzienia razem z Suzanne, ale Suzanne nie chce z nią uciekać i wraca sama do więzienia. Maureen zostaje ostatecznie odnaleziona przez Caputo. Nowi więźniowie zostają wprowadzeni w środowisko starych więźniów. Każdy dostaje nowego współlokatora. Nowa współlokatorka Red głośno chrapie, co wywołuje u Red niemałe rozdrażnienie. Judy King staje się nowym więźniem Litchfield i od razu nawiązuje więź z Luschekiem. Judy, już od samego początku, posiada specjalne przywileje w więzieniu takie jak prywatny pokój. Alex zostaje uratowana przed atakiem Aydina Bayata, zabójcy przysłanego przez Kubrę. Jej wybawcą okazuje się być Lolly, która powala napastnika z taką siłą, że ten traci przytomność. Obie myślą, że mężczyzna zmarł. Alex zakrada się w nocy do szklarni aby pochować ciało Aydina. Wtedy też uświadamia sobie, że mężczyzna wciąż oddycha co zmusza ją do uduszenia go. Następnego ranka, gdy Alex i Lolly wchodzą do szklarni, napotykają Friedę, która odnalazła ciało Aydina. Z pomocą Friedy, kobiety rozcinają ciało na mniejsze kawałki i zakopują je pod roślinami w ogrodzie. |    |                                 |                    |                             |                  |              |
| 41 | 2  | Power Suit                      | Constantine Makris | Sara Hess                   | 17 czerwca 2016  | nieemitowany |
| Osadzone zmagają się z przeludnieniem w więzieniu. Healy przydziela Judy King nowego współlokatora – Yogę Jones. Black Cindy walczy z nową współlokatorką, Alison Abdullah, o kwestię współdzielenia przestrzeni w celi. Red usiłuje powstrzymać swoją współlokatorkę od chrapania, ale nic nie udaje jej się zdziałać w tej sprawie. Piper zaprzyjaźnia się ze swoją nową współlokatorką, która wkrótce staje się jej bodyguardem. Doggett obawia się o to, że Maritza jest gwałcona przez strażnika Coatesa, aczkolwiek ten zdaje się żywić uczucia tylko do Doggett. Żona Sophi próbuje negocjować z Caputo wypuszczenie Sophi z izolatki, ale Caputo wcale jej nie słucha. Caputo spotyka się z MCC i wspólnie decydują, że chcą zatrudnić weteranów jako nowych strażników w Litchfield oraz przydzielić im mieszkania w domkach na kampusie, w celu przystosowania się do cięć rządowych. Caputo zaprzyjaźnia się na spotkaniu z Lindą. Daya martwi się o swoje dziecko, które obecnie przebywa w domu zastępczym po tym, jak Cesar został osadzony w więzieniu za spisek w celu popełnienia morderstwa i napaść na policjanta. Napięcie na tle rasowym powstaje w więzieniu zaraz po tym, jak Dominikanki zdają sobie sprawę, że są większością w Litchfield. Maria usiłuje zaprzestać kolejnym sporom, ale wszystko kończy się tym, że atakuje białą więźniarkę w obronie Blanci. |    |                                 |                    |                             |                  |              |
| 42 | 3  | (Don't) Say Anything            | Andrew McCarthy    | Jim Danger Gray             | 17 czerwca 2016  | nieemitowany |
| Tastyee zostaje zwolniona z obowiązków stróżowania tym samym stając się asystentką Caputo. Red jest wściekła i zazdrosna o to, że Judy jest traktowana nadzwyczajnie oraz kręci się ciągle po jej ogrodzie. Piper traci pracowników swojego bieliźnianego biznesu, ponieważ ci zaczynają myśleć, że staje się on coraz bardziej niebezpieczny. Maria stara się pomóc swoim koleżankom – Dominikankom pytając Piper o możliwość wcielenia ich do jej biznesu. Piper odmawia stwierdzając, że nie chce mieć nic wspólnego z bandytami. W związku z tym, Dominikanki decydują się otworzyć własny bieliźniany biznes. Caputo idzie na randkę z Lindą i zauważa w restauracji jednego z byłych strażników Litchfield, który teraz pracuje jako sprzątacz. Brook i Poussey zbliżają się coraz bardziej do siebie. Poussey jest wielką fanką Judy, co wywołuje u niej ogromne nerwy, podczas gdy Judy jest w jej otoczeniu, nie jest w stanie powiedzieć nawet jednego słowa. Brook próbuje rozmawiać z Judy aby wyjaśnić jej powody dziwnego zachowania Poussey, ale kłamie o przeszłości Poussey w celu zdobycia akceptacji u Judy. Fałszywie twierdzi, że Poussey jest biedna, a jej matka jest uzależniona od narkotyków i zachowuje się nienormalnie, ponieważ Judy jest biała i bogata. Judy zaprasza Poussey na wspólny lunch, ale gdy Poussey słyszy o kłamstwach powiedzianych Judy przez Brook, dziewczyna szybko kończy lunch i znieważa Brook mówiąc, że ta nic o niej nie wie. Retrospekcje ukazują przeszłość Brook, która naginała i wyolbrzymiała prawdę, aby być akceptowaną. Brook przeprasza Poussey i obiecuje postarać się ją poznać. Lolly zaczyna pękać i próbuje wygrzebać ciało Aydina z ogrodu, ale Alex ją powstrzymuje. Frieda widzi niestabilność Lolly i oświadcza, że konieczne będzie zabicie Lolly. |    |                                 |                    |                             |                  |              |
| 43 | 4  | Doctor Psycho                   | Erin Feeley        | Carly Mensch                | 17 czerwca 2016  | nieemitowany |
| Sophia zyskuje uwagę Caputo poprzez zalanie swojej celi wodą, ale ten odmawia jej pomocy. Przeszłość Healy'ego zostaje ukazana. Jego matka cierpiała na chorobę psychiczną, zostaje ukazane to, jak została wypisana ze szpitala. Chciała przerwać swoje leczenie, ponieważ wywoływało to u niej zaniki pamięci. Healy nie chciał aby matka zakończyła swoje leczenie, ale ta zaraz, gdy to usłyszała uciekła z domu. Po kilku latach, Healy zobaczył na ulicy bezdomną kobietę przypominającą jego matkę. Zaprosił ją na kawę i przeprosił za to, że go nie było wtedy, gdy starała się z nim skontaktować. Wtedy Healy orientuje się, że to wcale nie jest jego matka, ale mimo to pozwala kobiecie dokończyć kawę oraz lunch. Healy zmusza Judy do prowadzenia lekcji o gotowaniu. Sensacją staje się to, że Judy prosi Caputo o zmianę Healy'ego jako jej doradcy twierdząc, że ma on ze sobą problemy. Alex ujawnia przed Red plan Friedy mający na celu zabicie Lolly. Red stara się uspokoić sytuację, ale sama zdaje sobie sprawę, że muszą zabić Lolly. Lolly zachowuje się chaotycznie i Healy rozmawia z nią przekonując ją, że tylko sobie wyobraziła zabójstwo. |    |                                 |                    |                             |                  |              |
| 44 | 5  | We'll Always Have Baltimore     | Tricia Brock       | Jordan Harrison             | 17 czerwca 2016  | nieemitowany |
| W związku z wdrażaniem oszczędności, w więzieniu zaczyna powoli brakować podstawowego zaopatrzenia w takie produkty jak na przykład tampony, co przyczynia się do rozwoju czarnego rynku na terenie więzienia. Strażnicy obierają sobie na cel więźniów etnicznych, poddają ich przypadkowym przeszukaniom. Podczas gdy Caputo bierze udział w spotkaniu pracowników więzienia razem z Lindą, Taystee udaje się odgadnąć hasło do komputera w jego biurze oraz uzyskać dostęp do Internetu. Na spotkaniu Caputo wdaje się w kłótnię z Dannym Pearsonem, który chce wykorzystać to wydarzenie aby sprzeciwić się systemowi i zostaje aresztowany. Jednak Linda uważa to za seksowne, oboje uprawiają seks w schowku. W celu powstrzymania Marii od wtrącania się w bieliźniany biznes, Piper składa wniosek i dostaje zgodę od Piscatelli na utworzenie grupy mającej pilnować porządku w więzieniu i przeciwdziałać złemu postępowaniu. Podczas pierwszego spotkania wolontariusze (wszyscy biali) zaczynają otwarcie wygłaszać swoje rasistowskie opinie. Piper jest przerażona, gdy uświadamia sobie, że przypadkowo stworzyła białą grupę oporu. Retrospekcje ukazują losy Maritzy i początki jej przestępczego życia. |    |                                 |                    |                             |                  |              |
| 45 | 6  | Piece of Shit                   | Uta Briesewitz     | Lauren Morelli              | 17 czerwca 2016  | nieemitowany |
| Podczas pobytu w więzieniu o zaostrzonym rygorze, Nicky spotyka Sofię siedzącą w swojej izolatce, Nicky daje jej gazetę. Jakiś czas później Nicky zostaje poproszona o posprzątanie celi Sophii, ściany celi okazują się być pokryte krwią. Luschek czuje się winny osadzenia Nicky w więzieniu o zaostrzonym rygorze, Judy decyduje się posłużyć pomocą swoich najlepszych prawników aby z powrotem sprowadzić Nicky do Litchfield. Gniew Nicky powoduje nawrót jej uzależnienia od heroiny. Taystee próbuje zrobić zdjęcie Judy i wysłać je do gazety (używając połączenia internetowego w biurze Caputo), podczas gdy Black Cindy i Allison rozprawiają na temat ich pogardy w stosunku do Scjentologii. Poussey i Soso wyznają sobie miłość. Piper podkłada kilka par majtek w celi Marii i aranżuje wszystko tak, aby zostały one odnalezione, co w rezultacie skutkuje zwiększeniem długości odsiadki Marii o dodatkowe trzy lub pięć lat. |    |                                 |                    |                             |                  |              |
| 46 | 7  | It Sounded Nicer in My Head     | Mark A. Burley     | Nick Jones                  | 17 czerwca 2016  | nieemitowany |
| Piper zaczyna zdawać sobie sprawę z tego, że jej moc ją zniszczyła i choć podejmuje kroki aby to jakoś zadośćuczynić, plan zemsty na niej jest już w trakcie realizacji. Jej nowy „bodyguard” odwraca się od niej, przekazując ją prosto w ręce Marii i jej gangu, który wypala na ręce Piper nazistowską swastykę. Lolly odnajduje przyjaciela w osobie życzliwego Healy'ego. W retrospekcjach ukazana zostaje jej przeszłość jako dziennikarki, która zmieniła się w bezdomną „szaloną kobietę”. Nicky nadal niszczy siebie i swoje zdrowie biorąc kolejne dawki najróżniejszych narkotyków. |    |                                 |                    |                             |                  |              |
| 47 | 8  | Friends in Low Places           | Phil Abraham       | Alex Regnery i Hartley Voss | 17 czerwca 2016  | nieemitowany |
| Piper sięga dna po nieprzyjemnym przeżyciu, jakim był atak Marii i jej ugrupowania. Gdy Piper odnajduje Alex i Nicky w ogrodzie, postanawia upalić się razem z nimi, wtedy też pokazuje im swoją wypaloną bliznę na ręce. Alex także wyznaje swój sekret dotyczący morderstwa, ale to jedynie prowadzi do ponownego zjednoczenia się ich dawnej „rodziny”. Red wypala na ręce Piper nowy kształt zmieniając swastykę w „okno na świat”. Maria sprzedaje narkotyki poza salonem, martwiąc tym Aleidę, której zostało tylko kilka dni odsiadki w więzieniu. Charlie składa serdeczne przeprosiny Pennsatucky. Crystal pojawia się przed domem Caputo w poszukiwaniu odpowiedzi na pytania o stan Sophii, ale Linda mierzy w jej stronę bronią, zmuszając ją do opuszczenia jej posiadłości. Judy całuje Cindy próbując tym samym udowodnić światu, że nie jest rasistką. |    |                                 |                    |                             |                  |              |
| 48 | 9  | Turn Table Turn                 | Constantine Makris | Sara Hess                   | 17 czerwca 2016  | nieemitowany |
| Maritza zostaje zmuszona do zjedzenia malutkiej myszki przez jednego ze strażników, podczas jej pracy jako kierowcy furgonetki. W międzyczasie, Blanca buntuje się przeciwko strażnikom, całkowicie zniechęcając ich do przeszukiwania jej, poprzez używanie mocnych i nieprzyjemnych zapachów. Boo odwraca się od Pennsatucky po tym, jak ta decyduje się wybaczyć Charliemu za popełniony przez niego akt gwałtu. Morello dostaje paranoi na punkcie domniemanego romansu jej siostry i męża. Red załamuje się i zmusza Nicky do podjęcia decyzji o ponownym odwyku. Nowinka o nowym, w rzeczywistości fałszywym, związku Judy i Cindy dostaje rozgłosu. Retrospekcje ukazują przeszłość Blanci pracującej jako pomoc domowa dla wymagającej starszej kobiety oraz jej zemstę na niej za zwolnienie swojego kolegi tylko i wyłącznie dlatego, aby nie rozpraszał Blanci podczas jej pracy. |    |                                 |                    |                             |                  |              |
| 49 | 10 | Bunny, Skull, Bunny, Skull      | Phil Abraham       | Carly Mensch                | 17 czerwca 2016  | nieemitowany |
| Blanca nadal odbywa swoją karę stojąc na stole w stołówce, a Piper zostaje zmuszona do dołączenia do niej zaraz po próbie dyskretnego podania jej jedzenia. Siostra Ingalls pomyślnie przemyca wiadomość do Sophii, ale jej plan ujawnienia złego traktowania Sophii w izolatce spala na panewce, gdy Caputo odnajduje jej sekretny telefon. Mimo wszystko, Caputo osobiście wysyła zdjęcie do prasy, tym samym buntuje się przeciwko MCC. Aleida opuszcza więzienie i jest zmuszona przystosować się do nowej rzeczywistości. Jej jedynym przyjacielem na wolności jest partnerka jej byłego chłopaka Cesara. Podczas kopania w ogrodzie w Litchfield zostaje przypadkowo odkryte ciało Aydina. |    |                                 |                    |                             |                  |              |
| 50 | 11 | People Persons                  | Lev L. Spiro       | Nick Jones                  | 17 czerwca 2016  | nieemitowany |
| Z powodu odkrycia ciała w ogrodzie więźniowie zostają zamknięci w swoich celach do czasu wyjaśnienia sprawy. Podczas gdy Caputo stara się ominąć biurokrację w MCC, Piscatella przeciwstawia się wydanym poleceniom i zaczyna przesłuchiwać więźniów; na pierwszy ogień bierze Red. Przeszłość Suzanne oraz jej udział w tragicznej śmierci młodego chłopca zostaje ujawniona w retrospekcjach. Podczas gdy Suzanne, trzymana przez strażników, zmaga się z gniewem Kukudio, Humphrey czerpie przyjemność z konfliktu kobiet i zmusza je do walki, co owocuje prawie śmiertelnym pobiciem Kukudio przez Suzanne. Zachowanie strażników wymyka się spod kontroli. Judy, Yoga Jones i Joel urządzają sobie trójkącik doprawiony narkotykami. Healy boryka się z pomysłem wydania Lolly i prawie popełnia samobójstwo chcąc uciec od swoich problemów. W ostateczności, Healy oddaje Lolly w ręce Piscatelli, który wysyła ją na oddział psychiatryczny. |    |                                 |                    |                             |                  |              |
| 51 | 12 | The Animals                     | Matthew Weiner     | Lauren Morelli              | 17 czerwca 2016  | nieemitowany |
| Caputo usiłuje zawiesić Humphreya za jego udział w bójce Suzanne z Kukudio, jednak Piscatella grozi odejściem wszystkich strażników, jeśli Caputo nadal będzie chciał postąpić w taki sposób; Piscatella jednocześnie informuje go, że nie posiada już on żadnej władzy w tym więzieniu. Różne ugrupowania więźniów podejmują wspólną rozmowę, aby przedyskutować plan zmuszenia Piscatelli do odejścia i przywrócenia dawnego porządku w więzieniu. Choć początkowo rozmowa nie kończy się porozumieniem, niesprawiedliwe traktowanie Red przez Piscatellę jednoczy więźniarki w działaniu. Wszystkie zaczynają stawać na stołach w stołówce w celu przeprowadzenia pokojowego protestu – kobiety odmawiają zejścia ze stołów aż do momentu, gdy Piscatella odejdzie z Litchfield. Ten jednak rozkazuje swoim ludziom zdjąć je ze stołów siłą. W międzyczasie, Suzanne wybucha histerią z powodu zajścia z Maureen, Poussey usiłuje pomóc jej się opanować, ale młody strażnik Bayley szybko reaguje powalając Poussey na ziemię i przyciskając ją do podłogi. Podczas gdy uwaga wszystkich jest skupiona na uspokajaniu Suzanne, nikt nie zauważa tego, że Poussey nie jest w stanie oddychać i w rezultacie umiera. W retrospekcjach zostaje ukazany powód decyzji Bayleya o zostaniu strażnikiem w więzieniu. Healy zmaga się z decyzją wydania Lolly i wysłania jej na oddział psychiatryczny, decyduje się na podjęcie własnego leczenia w ośrodku psychiatrycznym w celu przywrócenia swojego zdrowia. Informacje na temat ponownego zjednoczenia się Piper i Alex rozchodzą się po więzieniu. Pennsatucky dochodzi do porozumienia z Boo. Sophia wraca do więzienia. |    |                                 |                    |                             |                  |              |
| 52 | 13 | Toast Can't Ever Be Bread Again | Adam Bernstein     | Tara Herrmann i Jenji Kohan | 17 czerwca 2016  | nieemitowany |
| MCC rozkazuje Caputo wstrzymać się z zawiadomieniem policji o śmierci Poussey do momentu opracowania sposobu postępowania. Taystee naciska na Caputo, aby ten zadzwonił chociaż do ojca Poussey i przekazał mu informacje. Soso przechadza się po bibliotece i znajduje Suzanne uwięzioną pod przewróconymi regałami. Dziewczyna ratuje Suzanne. Na oddziale medycznym Suzanne zostaje położona zaraz koło Kukudio, która wciąż wraca do zdrowia po tym jak Suzanne ją pobiła. Piper okrywa, że Alex zostawiła karteczki na terenie całego więzienia, ujawniające tożsamość znalezionego w ogrodzie mężczyzny, obie postanawiają odnaleźć wszystkie karteczki i później je spalić. MCC pozwala Judy King na wcześniejsze opuszczenie więzienia, chcąc trzymać ją z dala od panującego tam kryzysu. Caputo ignoruje rozkazy MCC i przed kamerą odmawia zwalniania Bayleya. Taystee podsłuchuje rozmowę i pęka – zaczyna podburzać innych więźniów, którzy zaczynają przyłączać się do marszu po korytarzach więzienia i w końcu zbiegają się w miejscu, gdzie Judy King jest eskortowana na zewnątrz więzienia. Humphrey instynktownie wyciąga swój pistolet schowany w skarpecie, Maritza wytrąca mu go z ręki. Pistolet przelatuje po podłodze zaraz obok Hiszpanek, Daya podnosi go z ziemi. Początkowo obiera za cel białe przywódczynie, ale później bierze Humphreya i McCullougha za zakładników, odbezpiecza pistolet i przyjmuje za cel głowę Humphreya, podczas gdy wszyscy więźniowie wspólnie nakłaniają ją do pociągnięcia za spust. W retrospekcjach zostaje ukazana Poussey, która spędza wspaniały wieczór w klubie bawiąc się z nieznajomymi poznanymi w Nowym Jorku. |    |                                 |                    |                             |                  |              |

## Sezon 5 (2017)
| Nr | #  | Tytuł                          | Reżyseria          | Scenariusz                                    | Premiera Netflix | Premiera     |
| --- | -- | ------------------------------ | ------------------ | --------------------------------------------- | ---------------- | ------------ |
| 53 | 1  | Riot FOMO                      | Andrew McCarthy    | Jenji Kohan                                   | 9 czerwca 2017   | nieemitowany |
| W wyniku niezadowolenia więźniarek spowodowanego zlekceważeniem przez Caputo prób rozwiązania sprawy śmierci Poussey w więzieniu w Litchfield wybuchają zamieszki. Daya strzela do strażnika Thomasa Humphreya zaraz po tym, jak ten próbuje błagać ją o przebaczenie po Hiszpańsku – Daya nie rozumie tego języka. Sophia ratuje życie postrzelonego posługując się umiejętnościami nabytymi podczas szkolenia udzielania pierwszej pomocy, w którym brała udział za czasów bycia strażakiem. Piper i Alex biorą Lindę za zakładnika, ale szybko zaczynają się z tym czuć źle i pomagają jej upodobnić się do osadzonych dla niepoznaki. Taystee, Black Cindy, Janae oraz Alison zmuszają Caputo do przeczytania oświadczenia dotyczącego śmierci Poussey, Taystee nagrywa przemowę Caputo na iPada. Josh, pracownik MCC, który był z wizytą u Caputo, pomaga Taystee udostępnić filmik na Twitterze wychodząc z założenia, że historia zdegenerowanego strażnika będzie lepiej wpływać na wizerunek firmy niż rozwścieczone i wymykające się spod kontroli więźniarki. |    |                                |                    |                                               |                  |              |
| 54 | 2  | Fuck, Marry, Frieda            | Constantine Makris | Jordan Harrison                               | 9 czerwca 2017   | nieemitowany |
| Więzienie zostaje opanowane przez osadzone, które trzymają w zamknięciu jako zakładników kilku strażników. Hiszpanki zmuszają strażników do rozbierania się przed więźniarkami tłumnie zgromadzonymi w kaplicy. Wideo z Caputo, mające za zadanie wzbudzić skandal, otrzymuje w odpowiedzi falę memów poprzedzonych hashtagiem #BlackLattesMatter, ponieważ na filmie zostaje uwieczniona Cindy pijąca latte. Humphrey, który w wyniku rany postrzałowej utracił dużo krwi, ma udar. Strażnik leży w izbie chorych, nad którą opiekę sprawuje tylko jeden pielęgniarz. Daya, zamartwiająca się o swoją przyszłość, jest bliska załamania nerwowego i przyznaje się, że zgubiła pistolet. Taystee udostępnia w internecie zdjęcie wszystkich strażników, razem z Caputo, ubranych w samą bieliznę. Zostaje ujawnione, że Frieda ma sekretny „bunkier” zaopatrzony w jedzenie wybudowany w nieużywanym basenie sportowym, którym nigdy nie został napełniony wodą. Retrospekcje ukazują dzieciństwo Friedy podczas kryzysu kubańskiego i paranoję jej ojca dotyczącą Unii Sowieckiej oraz wojny nuklearnej. Jej ojciec wybudował podziemny bunkier w lesie i zaopatrzył go w żywność oraz amunicję i broń. |    |                                |                    |                                               |                  |              |
| 55 | 3  | Pissters!                      | Phil Abraham       | Rebecca Angelo & Lauren Schuker Blum          | 9 czerwca 2017   | nieemitowany |
| MCC zmartwione rozgłosem medialnym i sławą szefowej kuchni Judy King postanawia wyjść naprzeciw żądaniom więźniarek. Linda stara się udawać osadzoną i dopasować się do panujących w więzieniu reguł, ale jest zszokowana wieloma aspektami i warunkami panującymi w Litchfield. Piper i Alex, podczas przeszukiwania telefonu Lindy, zaskoczone odkrywają zdjęcia Lindy całującej się z Caputo. Więźniarki współpracują ze sobą w celu skompletowania listy żądań, która zawiera: zniesienie programu GED, zapewnienie lepszej opieki medycznej, zagwarantowanie amnestii dla więźniarek zamieszanych w zamieszki, aresztowanie strażnika Bayley winnego śmierci Poussey oraz zapewnienie chrupek Cheetos. W międzyczasie Bayley idzie na komisariat i próbuje przyznać się do morderstwa, ale policjanci biorą go za pijanego weterana wojny w Iraku z zespołem stresu pourazowego i umieszczają go w izbie wytrzeźwień. Przerażona Judy King, ofiara odurzonych przez amfetaminę Angie i Leanne, próbuje uciec, ale zostaje zaatakowana przez białe rasistki. Klawisze, zamknięci w jednym pomieszczeniu, spiskują chcąc odzyskać władzę w więzieniu nie wiedząc o tym, że osadzone nie mają już broni. Podczas przygotowań do ataku na więźniarki Caputo zauważa pośród nich Lindę. Retrospekcje ukazują życie Lindy za czasów, gdy chodziła do college'u i należała do bractwa. Podczas jednej z imprez Linda zostawiła mocno pijaną koleżankę na zewnątrz, gdzie panował mróz i padał śnieg; dziewczyna zamarzła na śmierć. |    |                                |                    |                                               |                  |              |
| 56 | 4  | Litchfield's Got Talent        | Nick Sandow        | Josh Koenigsberg, Jenji Kohan & Tara Herrmann | 9 czerwca 2017   | nieemitowany |
| Strażnicy w trakcie planowania ataku dostają jedzenie od więźniarek i mimo okazji do realizacji planu nie robią nic wypełniając rozkaz Caputo. Ćpunki Angie i Leanne dla żartu ściągają spodnie Glorii i ku ich zdziwieniu z jej spodni wypada „zagubiony” pistolet, który leci w stronę tłumu. Ćpunki wykorzystują okazję zgarniając pistolet i dla rozrywki przeprowadzają pokaz talentów strażników. Podczas konkursu występy dają strażnicy: Dixon – prezentujący swój wokal, Blake – pokazujący sztuczki magiczne, Josh – prezentujący włoski monolog oraz Stratman – robiący striptiz przed osadzonymi. Leanne ogłasza Josha jako zwycięzcę tylko dlatego, że jest najsłodszy. Suzanne – wierząca, że dusza Poussey jest nadal w miejscu gdzie zmarła – robi krąg w miejscu śmierci osadzonej i odprawia rytuał. Blanca i Red naćpane amfetaminą, która według Blanci miała być witaminami, wertują foldery administracji w celu znalezienia jakiegoś haka na strażników. Kobiety odkrywają, że Piscatella został przeniesiony do Litchfield z męskiego więzienia zaraz po śmierci jednego z więźniów, który został znaleziony pod prysznicem z oparzeniami pokrywającymi 80% jego ciała. Judy King zostaje przywiązana do deski przypominającej krzyż przez białe rasistki, które myślą, że ta ma dużo poukrywanego jedzenia. Judy oszukuje je mówiąc, że oczekuje zrzutu zapasów z helikoptera na dach więzienia. Osadzone wchodzą na dach i zdają sobie sprawę, że zostały oszukane i postanawiają zepchnąć Judy z dachu, ale ta się osuwa. Wtedy nadlatuje helikopter, ale jest to helikopter telewizyjny z kamerzystą w środku, który robi zdjęcia i nagrywa Judy skrępowaną i nieprzytomną. |    |                                |                    |                                               |                  |              |
| 57 | 5  | Sing It, White Effie           | Phil Abraham       | Molly Smith Metzler                           | 9 czerwca 2017   | nieemitowany |
| Wideo z Judy King zostaje przez szerokie grono odbiorców zinterpretowane jako atak terrorystyczny przeciwko Chrześcijanom, ponieważ białe rasistki miały zakryte głowy i błędnie zostały wzięte za Islamistki. Gubernator jest wściekły z powodu pasywnej postawy MCC i postanawia wysłać swoich ludzi do stłumienia zamieszek w Litchfield. Aleida żyjąca na wolności bezskutecznie próbuje znaleźć sobie pracę. Gloria dzwoni do niej z więzienia, ale nie ma wystarczająco dużo odwagi żeby powiedzieć jej o tym, co zrobiła Daya. Janae, Alison, Black Cindy i Taystee wykorzystują Judy i wyprowadzają ją na zewnątrz celem zaprzestania rozprzestrzeniania się dezinformacji dotyczącej jej traktowania i wzbudzenia zainteresowania prawdziwym celem zamieszek – rozwiązaniem sprawy śmierci Poussey oraz spełnienia innych żądań. Uprzednio więźniarki przywracają jej wygląd do porządku, a Josh daje jej kartkę zawierającą żądania, które ma przedstawić mediom. Judy zaczyna wygłaszać żądania, ale Taystee zaraz jej przerywa wygłaszając emocjonalną mowę opowiadając o tym, że Judy była trzymana w separacji od innych więźniów i miała własne przywileje ze względu na swoją popularność. Następnie Taystee podkreśla, że celem ich walki nie jest osoba Judy tylko system, który kara biednych i czarnych ludzi. W międzyczasie Angie oraz Leanne znajdują Charliego Coatesa w pralni zaraz po tym, gdy był on z Pennsatucky. Ćpunki planują wziąć go za zakładnika, ale Pennsatucky zabiera pistolet Angie, który był schowany za jej pasem. Pennsatucky rzuca broń w stronę Charliego. Pistolet niespodziewanie wypala raniąc Leanne w palec. Charlie używa broni do ucieczki z więzienia. W retrospekcjach zostaje pokazana nastoletnia Watson będąca na dniach otwartych szkoły wyższej i jej zahipnotyzowanie wywołane bogactwem panującej tam edukacji. Jest świadkiem próby szkolnej produkcji Dreamgirls (składającej się z samych białych dziewczyn) i zostaje zszokowana tym, że biała dziewczyna w peruce afro występuje śpiewając „And I Am Telling You I'm Not Going”. Po powrocie do swojej szkoły jest zniechęcona przez ubogie warunki nauczania i rozwija u siebie negatywne nastawienie. |    |                                |                    |                                               |                  |              |
| 58 | 6  | Flaming Hot Cheetos, Literally | Andrew McCarthy    | Lauren Morelli                                | 9 czerwca 2017   | nieemitowany |
| Więźniarki organizują przesłuchanie Pennsatucky, Big Boo występuje jako jej adwokat. Powołując się na odcinki serialu „Saved by the Bell”, Big Boo rzuca wątpliwość w wiarygodność Angie i Pennsatucky dostaje jako karę prace społeczne. Aleida występuje w wydaniu lokalnych wiadomości w celu rozmów na temat Litchfield, jej wystąpienie okazuje się być katastrofą. Lorna uprawia seks z Nicky i zdaje sobie sprawę, że jest w ciąży. Osadzone otrzymują pudła pełne Cheetosów i tamponów od gubernatora, który chce aby uwolniły zakładników. Kobiety odmawiają wypuszczenia strażników dopóki nie zostanie spełniona reszta ich żądań. Później osadzone demonstracyjnie palą stos Cheetosów na oczach prasy. Retrospekcje ukazują 18. urodziny Taystee, które dziewczyna obchodzi w domu zastępczym. Dziewczyna spotyka swoją biologiczną matkę, która miała 15 lat gdy zaszła z nią w ciążę. Kobieta obecnie ma męża oraz młodszą córkę i nie chce mówić rodzinie o istnieniu Taystee. Taystee, która naiwnie wierzyła, że matka zabierze ją do siebie, doznaje rozczarowania i ucieka z domu zastępczego. |    |                                |                    |                                               |                  |              |
| 59 | 7  | Full Bush, Half Snickers       | Uta Briesewitz     | Anthony Natoli                                | 9 czerwca 2017   | nieemitowany |
| Mąż Lorny zostawia ją zaraz po tym, gdy zostaje poinformowany, że będą mieli razem dziecko. Strażnicy zostają zmuszeni do sprzątania cel więźniarek. Przyjaciółki Poussey starają się znaleźć jak najlepszy sposób aby uczcić jej pamięć. Brook chce aby było to coś, czego sama chciałaby Poussey. W rezultacie osadzone decydują się zmodernizować bibliotekę, rozmieszczając książki na terenie całego holu. Red, z pomocą Blanci, stara się zwabić Piscatellę do więzienia. Linda uprawia seks z Big Boo. Red próbuje odgadnąć hasło do telefonu Humphreya, ale potem postanawia odciąć jego palec i użyć go do odblokowania telefonu. Kolejne zamieszki wybuchają w więzieniu, tym razem ich powodem jest brak kawy dla osadzonych. |    |                                |                    |                                               |                  |              |
| 60 | 8  | Tied to the Tracks             | Michael Trim       | Carolina Paiz                                 | 9 czerwca 2017   | nieemitowany |
| Red i Blanca wysyłają wiadomości tekstowe z telefonu Humphreya do Piscatelli twierdząc, że więźniarki nie są już uzbrojone i zachęcając go do wejścia w nocy do więzienia przez okno. Piscatella pokazuje wiadomości CERT, ale ci go wyśmiewają. Aleida udziela w telewizji wywiadu na żywo razem z Meredith Vieirą i Judy King, która ujawnia szokujące wieści, że strażnik Humphrey został postrzelony. Judy nie pamięta imienia strzelca, ale opisuje wygląd Dayi, co wywołuje szok u Aleidy. Piscatella dowiaduje się o postrzeleniu strażnika, członkowie CERT z niego kpią. Figueroa wraca do więzienia, tym razem jako negocjator MCC. Kobieta twierdzi, że nie stać ich na spełnienie żądań więźniów, ale Taystee, która zorientowała się w sytuacji przeszukując wcześniej Internet i foldery Caputo – szybko ją ucisza. Figueroa dostaje telefon z informacjami o strażniku Humphreyu. Kobieta orzeka, że w obecnej sytuacji nie ma mowy o zapewnieniu amnestii dla osadzonych. Po naradzie z Piper i innymi, Taystee zgadza się na wydanie Dayi, która wcześniej zdołała zadzwonić do matki Mendeza i poprosić ją o zaadoptowanie swojej córeczki oraz danie dziecku trochę swobody w odróżnieniu od ciągłej kontroli, jaką sprawowała nad Dayą Aleida, gdy ta była młodsza. Gloria dowiaduje się, że jej syn trafił do szpitala po tym, jak został mocno pobity. Piscatella, po zawiadomieniu Humphreya, że chce się wycofać, wchodzi do więzienia zaraz po zmroku. Retrospekcje ukazują 14-letnią Dayę próbującą, bazując na radach swojej matki, zwrócić na siebie uwagę pewnego chłopaka, mimo że jej najlepsza przyjaciółka jest w nim zakochana. Daya w rezultacie zostaje odrzucona przez chłopaka i jednocześnie przez swoją przyjaciółkę. |    |                                |                    |                                               |                  |              |
| 61 | 9  | The Tightening                 | Erin Feeley        | Jordan Harrison                               | 9 czerwca 2017   | nieemitowany |
| Red, powoli wychodzi ze stanu haju narkotykowego, Nicky pomaga jej w cierpieniu i dodaje otuchy. Nicky sądzi, że ostrzeżenia Red mówiące o wejściu Piscatelli do więzienia są spowodowane halucynacjami powstałymi na skutek brania narkotyków. Piscatella, w więzieniu opanowanym przez bunt, atakuje znienacka Blancę w miejscu, gdzie ona sama próbowała zastawić na niego pułapkę, w razie gdyby się jednak pojawił. Więźniarki zaczynają znikać jedna po drugiej, włączając w to Nicky i Boo, ale nadal nikt nie wierzy w ostrzeżenia Red. Gloria błaga – zamkniętego w toi-toiu Caputo – aby dostać pozwolenie na widzenie z synem, który przebywa w szpitalu, ale Caputo twierdzi, że nie może nic zdziałać w tej sprawie, dopóki zakładnicy nie zostaną wypuszczeni. Po tym jak znika Boo, Linda desperacko poszukuje Caputo, który to został wypuszczony z toi-toia, aby wesprzeć więźniarki w negocjacjach z Figueroą. Zirconia, która zabrała buty na obcasie Lindzie, gdy była prowadzona przez Piper i Alex, rozpoznaję kobietę twierdząc, że nie jest więźniarką tylko gościem, ale Linda zaczyna przed nią uciekać. Lorna, zraniona komentarzami Nicky na temat tego, że ciąża została przez nią zmyślona i istnieje tylko w jej głowie, przekonuje Suzanne do zaprzestania brania leków na jej zaburzenia psychiczne. Red znajduje w swojej książce kucharskiej mapę narysowaną przez Friedę, która pokazuje drogę pozwalającą dotrzeć do jej bunkra. Po drodze do bunkra, Red znajduje więźniów obezwładnionych przez Piscatellę i próbuje ich uwolnić. Niestety w tym momencie zjawia się Piscatella. Retrospekcje ukazują młodą Red żyjącą w latach 70. na terenie Związku Radzieckiego i pracującą w fabryce. Jej znajomy – buntownik Nadezhda – wprowadza ją w świat podziemi i czarnego rynku jeansów Levi, niedługo potem Nadezhda znika. Były chłopak Red, Dmitri, którego rzuciła, bo był zbyt nudny, proponuje jej udawanie, że są Żydami w celu ucieczki do Stanów Zjednoczonych, ponieważ Żydzi mieli pozwolenie na migrację do krajów innych niż Izrael. |    |                                |                    |                                               |                  |              |
| 62 | 10 | Bunny, Skull, Bunny, Skull     | Phil Abraham       | Carly Mensch                                  | 9 czerwca 2017   | nieemitowany |
| Piscatella trzyma w zamknięciu związane Red, Piper, Alex i inne więźniarki, następnie na oczach kobiet odcina nożem włosy Red chcąc jej udowodnić, że jest nikim. Piper pozbywa się taśmy ze swoich ust i zaczyna krzyczeć wzywając pomoc, krzyk zostaje usłyszany przez Ginę grającą w karty z Yoga Jones i innymi osadzonymi w „bunkrze” Friedy. Wejście do pomieszczenia, w którym przesiaduje Frieda z koleżankami, prowadzi do pokoju, w którym znajduje się Piscatella i jego zakładnicy. Gloria usiłuje uwolnić strażników trzymanych jako zakładników, ale jej próba kończy się niepowodzeniem. Maureen, która jeszcze nie doszła do siebie po bójce, zostaje znaleziona w łazience przez Suzanne, która pomaga jej dojść do przychodni. Suzanne – wchodząca powoli w stan psychozy z powodu zaprzestania brania leków – znajduje martwego Humphreya. Gina zwabia Piscatellę do piwnicy, gdzie Frieda obezwładnia go strzałem z rzutki wypełnionej trucizną. Retrospekcje ukazują romans, pracującego w męskim więzieniu, Piscatelli z więźniem Driscollem. Driscoll szczerze kocha Piscatellę i wspiera go, w przeciwieństwie do matki Piscatelli, która chciała go „naprawić” i nawrócić na dobrą drogę. Więzień Resado nakrywa kochanków razem w kuchni i jakiś czas później, razem ze swoimi kolegami, bije i gwałci Driscolla. Rozwścieczony Piscatella przykuwa Resado kajdankami do poręczy przy prysznicu i zostawia go pod strumieniem parzącej wody. Mężczyzna umiera. |    |                                |                    |                                               |                  |              |
| 63 | 11 | The Reverse Midas Touch        | Laura Prepon       | Rebecca Angelo & Lauren Schuker Blum          | 9 czerwca 2017   | nieemitowany |
| Więźniarki transportują związanego Piscatellę do bunkra Friedy, gdzie kłócą się w kwestii tego, co powinny z nim zrobić. Red przyznaje, że chce się na nim zemścić, kobiety również krępują ją linami w obawie, że coś mu zrobi; Red zaczyna wątpić w przeprowadzenie zemsty na Piscatelli w ramach zapanowania sprawiedliwości. Gina ujawnia, że nagrała wideo, na którym uchwycony został moment, gdy Piscatella brutalnie łamie ramię Alex; kobiety postanawiają opublikować je w Internecie. Gloria – zdesperowana chęcią odwiedzenia syna w szpitalu – usiłuje przemycić po kolei każdego zakładnika na zewnątrz, podczas gdy inne więźniarki, włączając w to Ouija, są pod mocnym wpływem narkotyków. Twierdząc, że chce dać im nauczkę, Gloria transportuje ich na zewnątrz i zamyka w toi-toiach. Po 12 godzinach prób uzyskania poparcia Figueroa'y poprzez zaprezentowanie jej korzyści płynących z poprawy warunków w więzieniu, Taystee odkrywa, że kobieta naprawdę ma talent do bycia rzecznikiem i sprytnie manipuluje innymi. Boo tkwi w romansie z Lindą, ale jest zrozpaczona w momencie, gdy widzi ją na zdjęciu razem z Caputo i odkrywa, że cała jej historia to jedno wielkie kłamstwo. Suzanne przechodzi załamanie psychiczne, ale Lorna – pełniąca dyżur w przychodni – odmawia ujawnienia informacji dotyczącej leku zażywanego przez Suzanne. Lorna zostaje obezwładniona przez Cindy, która zabiera jej butelkę z litem wierząc, że ten pomaga uspokoić ludzi. Lorna odnajduje test ciążowy i postanawia go użyć, w rezultacie potwierdza swoje przypuszczenia, że jest w ciąży. Podczas gdy nieprzytomny syn Glorii jest zabierany na operację mózgu, kobieta wyznaje swój plan Marii, która daje jej pełne poparcie. Maria mówi, że zawsze myśli o swojej małej córeczce i rozumie, że rodzice są w stanie zrobić wszystko dla swoich dzieci. Gloria wykrada Luscheka – ostatniego pozostałego strażnika – na zewnątrz, ale jednocześnie odkrywa, że jej plan dostarczenia strażników do Caputo został zniszczony, ponieważ strażnicy uciekli przez dziurę w ogrodzeniu. Kobieta jest załamana i sama próbuje – płacząc za swoim synem – uciec przez dziurę w ogrodzeniu, co sprawia, że inne osadzone domyślają się co planowała. |    |                                |                    |                                               |                  |              |
| 64 | 12 | Tattoo You                     | Mark A. Burley     | Tara Herrmann & Carolina Paiz                 | 9 czerwca 2017   | nieemitowany |
| Strażnicy – z pominięciem Luscheka – są prowadzeni do zarządu MCC; osobą, która ich prowadzi jest Maria, która chce wyjść z więzienia aby zobaczyć swoją małą córeczkę. Maria wyjaśnia „układ” mówiący o skróceniu jej odsiadki w zamian za wykazaną pomoc w uwolnieniu więzionych strażników, ale urzędnik informuje ją, że taki układ jest niemożliwy. MCC orientuje się, że to nie Taystee wypuściła na zewnątrz strażników – w ramach przystania na warunki ustalone w negocjacjach – i decyduje się na wysłanie grupy specjalnej CERT w celu stłumienia zamieszek. Lorna pokazuje pół tuzina pozytywnych testów ciążowych oszołomionej Nicky, po czym dzwoni do swojego męża i przekonuje go, by ten wziął na siebie odpowiedzialność za dziecko. Linda próbuje udobruchać Big Boo mówiąc jej, że teraz rozumie, że więźniowie nie żyją w przyzwoitych warunkach, ale Big Boo jest niewzruszona i żąda, by Linda przesłała jej 5000 dolarów za pośrednictwem PayPal, aby zyskać jej milczenie w kwestii romansów Lindy z Caputo. Zrozpaczony Bayley podróżuje autobusem, by spotkać się z ojcem Poussey i wyznać mu, że jej śmierć była jego winą. Jej rozwścieczony ojciec mówi mu, że nie zamierza dawać Bayleyowi rozgrzeszania, którego poszukuje, ani przez wybaczenie mu, ani poprzez karanie go biciem za to co uczynił, a dostateczną dla niego karą będzie życie ze świadomością zabicia człowieka. Pennsatucky ucieka z więzienia przez dziurę w płocie i włamuje się do domku Charliego. Piper oświadcza się Alex, która mówi „tak”. Taystee odkrywa, że strażnicy uciekli i stara się dostać do wejścia do więzienia celem przeprowadzenia rozmowy z oficerami CERT-u, ale jest już za późno, ponieważ ci właśnie zaczęli napierać na Litchfield. W retrospekcjach zostaje ukazana Piper i jej ówczesny chłopak, Larry Bloom, którzy robią wspólnie tatuaż. Później pijana Piper dzwoni do Alex mówiąc jej, że ta wciąż krąży w jej myślach i ciągle za nią tęskni. |    |                                |                    |                                               |                  |              |
| 65 | 13 | Storm-y Weather                | Jesse Peretz       | Lauren Morelli                                | 9 czerwca 2017   | nieemitowany |
| Dziesiątki członków CERT-u, mając w swoim wyposażeniu pistolety ogłuszające oraz pałki, włamują się na teren opanowanego przez zamieszki więzienia rzucając granaty dymne przez drzwi wejściowe. Osadzone zostają mocno zaskoczone i obezwładnione poprzez zakucie w kajdanki. Członkowie CERT-u odnajdują martwego Humphreya. Black Cindy i Taystee panikują widząc nieprzytomną Suzanne będącą w obecnym stanie z powodu zażycia litu. W rezultacie otrzymują pomoc od Nicky, która zabiera je na dół do schronu Friedy, gdzie wstrzykują Suzanne jedyną rzecz, którą mogą znaleźć – epifentek, który w końcu ożywia kobietę. Angie i Leanne palą wszystkie akta znajdujące się w więzieniu aby wymazać historię swoich naruszeń. Zakładając niepoddanie się bez walki, Ouija, Pidge i inne białe suprenacjonalistki barykadują się w środku pokoju i udaje im się zranić niektórych członków CERT-u za pomocą pułapek zanim zostają powstrzymane. Osadzone – zakute w kajdanki – zostają wyprowadzone na zewnątrz, gdzie gromadzi się tłum złożony głównie z rodzin więźniów i prasy. Maritza i Flaca są wniebowzięte widząc wściekłych fanów swoich tutoriali na temat piękna umieszczanych w Internecie. Linda próbuje wyjaśnić oficerom, że jest z MCC, ale zostaje zignorowana zaraz po tym, jak Big Boo wraz z innymi więźniarkami drwią z niej twierdząc to samo. Po przeliczeniu więźniów okazuje się, że 10 z nich brakuje. Caputo mówi oficerom o istnieniu starego basenu, którego Figueroa nigdy nie zdołała napełnić wodą za swojej kadencji. Szef CERT-u zakłada, że pozostali więźniowie „strategicznie” ukrywają się planując ofensywę przeciwko oficerom i twierdzi, że gubernator zatwierdził już wszelkie potrzebne straty. Pennsatucky i Charlie oglądają wspólnie telewizję w jego domku. Nicky zabiera Taystee, Black Cindy i Suzanne do „bunkra” Frieday, gdzie Taystee doznaje szoku widząc związanego Piscatellę. Taystee zabiera pistolet Friedy i mierzy w stronę Piscatelli mówiąc mu, że to on jest winny śmierci Poussey, ale zamiast go zabić załamuję się i popada w głęboki płacz. Red, wbrew oczekiwaniom reszty, uwalnia Piscatellę i każe mu wyjść zostawiając w spokoju wszystkie więźniarki. Piscatella powoli zmierza do wyjścia jednym z korytarzy, ale zostaje szybko postrzelony i zabity przez niedoświadczonego oficera CERT-u, który nie rozpoznał go wśród dymu pochodzącego z granatów dymnych. Powoli zapada zmrok, a więźniarki zostają ładowane do busów z wiadomością, że zostaną przewiezione do innych więzień. Flaca i Maritza zostają rozdzielone i przydzielone do innych busów. W „bunkrze” pozostałe więźniarki – Alex, Piper, Taystee, Nicky, Red, Black Cindy, Frieda, Suzanne, Blanca i Gloria – chwytają się za ręce, oficerowie CERT-u wysadzają w powietrze drzwi. |    |                                |                    |                                               |                  |              |

## Sezon 6 (2018)
| Nr | #  | Tytuł                      | Reżyseria          | Scenariusz            | Premiera Netflix | Premiera     |
| --- | -- | -------------------------- | ------------------ | --------------------- | ---------------- | ------------ |
| 66 | 1  | Who Knows Better Than I    | Michael Trim       | Jenji Kohan           | 27 lipca 2018    | nieemitowany |
| Suzanne ma halucynacje o przyjaciółkach schwytanych podczas zamieszek. Tymczasem więźniarki znalezione w bunkrze, zostały przewiezione do więzienia o zaostrzonym rygorze. Następuje fala przesłuchań w związku ze śmiercią Piscatelli. Indywidualne problemy, znęcanie fizyczne i emocjonalne ze strony strażników i wrogich więźniarek powodują załamania i nieufności wobec przyjaciółek z Litchfield. Daya zostaje pobita przez strażników. Gloria i Maria wszczynają bójkę między sobą, za co zostają obezwładnione, skute i zmuszone do pocałunku. Nicky prosi ojca o pomoc w znalezieniu adwokata. Piper poszukuje swojej Alex i obawia się, że najgorszego. W Retrospekcjach widzimy Suzanne i Black Cindy, które ukrywają się w kryjówce w bunkrze. Widzą one jak oficerowie CERT próbują zatuszować śmierć Piscatelli i wrobić w to więźniarki. W autobusie wiozącym więźniarki do Maxa, Ruda przekazuje przyjaciółkom wspólną dla siebie i dla nich historię. |    |                            |                    |                       |                  |              |
| 67 | 2  | Sh*tstorm Coming           | Mark A. Burley     | Brian Chamberlayne    | 27 lipca 2018    | nieemitowany |
| Władze federalne próbują znaleźć kozy ofiarne dostaną długie wyroki. Daya przyznała się do zabicia strażnika Humphreya i dostaje dożywocie. Trzem innym więźniarkom grozi dodatkowe 10 lat odsiadki za podżeganie do zamieszek, w tym Taystee. Tymczasem Caputo ma dość siedzenia na płatnym zawieszeniu i próbuje nawiązać kontakt z Fig. Ta z kolei objęła pozycję tymczasowego dyrektora więzienia. Piper dowiaduje się, że jej nowa lokatorka w izolatce, Beth, zamordowała trójkę swoich dzieci. Poznaje również Madison "Badison" Murphy z bloku C. Międzyczasie Coates i Dixon jadą do siostry tego drugiego. Dixon znajduje plan podróży i myśląc, że jest to lista co Coates planuje zrobić przed śmiercią. W celu ratowania przyjaciela udaje się z nim w podróż. Okazuje się jednak, że w bagażniku wiozą Pennsatucky. Gloria chce oskarżyć Marię o znęcanie się nad strażnikami. Ruiz jednak przedstawią swoją wersję wydarzeń. Cindy próbuje ostrzec Taystee przed planem oskarżenia jej o śmierć Piscatelli. Niestety na broni znajdują się odciski Taystee. Cindy przypadkowo ujawnia, że to Taystee trzymała broń i mierzyła do Piscatelli. Retrospekcje ukazują Cindy za jej młodzieńczych lat, gdy zaszła w ciążę. |    |                            |                    |                       |                  |              |
| 68 | 3  | Look Out for Number One    | Erin Feeley        | Hilary Weisman Graham | 27 lipca 2018    | nieemitowany |
| Po wybuchu epidemii wszy, część więźniarek udaje się do fryzjera. Wśród nich jest również Linda. Zostaje ona jednak poznana i wypuszczona z więzienia. Grozi ona pozwaniem MCC na 10 milionów dolarów, chyba że ci potroją jej pensję i awansują ją na starszego wiceprezesa. Nowe więźniarki powoli się zaznajamiają strukturę we więzieniu. Blok D jest rządzony przez starszą ale potężną więźniarkę Barbarę. Ta każe swoim dziewczynom ukraść przybory toaletowe nowych więźniarek. Okazuje się również, że Blok B zwany "Florydą" jest najłagodniejszym i najbezpieczniejszym blokiem. Okazuje się również, że Blok C i Blok D od kilkunastu lat toczą między sobą spór. Daya ciągle jest bita przez innych strażników. Więźniarka o pseudonimie "Tatko" daje jej oksydokon na obrażenia. Nicky zauważa, że jej ojciec ma romans z jej prawniczką. Federalni grożą Nicky, że ta dostanie dodatkowe 70 lat, za to, że podczas zamieszek włamała się do apteki i rozpowszechniła je wśród innych więźniarek. Ruda chce poinformować swoje przyjaciółki o śmierci Piscatelli. Piper, źle interpretując wiadomość uznała, że śmierć poniosła Alex. Załamana "śmiercią" Alex mówi federalnym to co chcą usłyszeć i nieświadomie oskarża Rudą. Frieda zwalając winę na Rudą, dostaje się na Blok B. Prowadzona do bloku spotyka starego wroga Carol. Retrospekcje pokazują lata 80, gdzie Frieda wraz z Carol prowadzą czarny rynek w więzieniu i są konkurencją dla siostry tej drugiej - Barbary. Frieda wydaje Carol i za to zostaje przeniesiona do więzienia i minimalnym rygorze w Litchfield. |    |                            |                    |                       |                  |              |
| 69 | 4  | I'm the Talking Ass        | Phil Abraham       | Tami Sagher           | 27 lipca 2018    | nieemitowany |
| Ruda próbuje się dogadać z Nicky. Aleida stara się znaleźć pracę i zabrać swoje dzieci z rodziny zastępczej. Znajduje pracę jako sprzedawca dietetycznych szejków i suplementów. Caputo dostaje posadę dyrektora więzienia w Missouri. Taystee, oskarżona o zabicie Piscatelli szuka pomocy u Caputo. Strażnicy grają w grę "Więźniarki fantasy", w której więźniarki dostają punkty za różne wykroczenia. W retrospekcjach widzimy Bat Micwę Nicky, która zainspirowana tekstem z Tory naśmiewa się z Boga i rodziców. |    |                            |                    |                       |                  |              |
| 70 | 5  | Mischief Mischief          | Andrew McCarthy    | Anthony Natoli        | 27 lipca 2018    | nieemitowany |
| Tatko każe swoim dziewczynom z Bloku D aby wypuściły szczury w pakowalni serów. Miała nadzieję, że blok D dostanie tam pracę. Epidemia szczurów trafia do gazet i wytwórnia anuluje umowę z więzieniem, tym samym Tatko i Hellman tracą możliwość przemycania narkotyków. Pennsatucky postanawia się oddać w ręce policji. |    |                            |                    |                       |                  |              |
| 71 | 6  | State of the Uterus        | Constantine Makris | Merritt Tierce        | 27 lipca 2018    | nieemitowany |
| W odwecie za incydent ze szczurami, Badison każe swojemu gangowi zniszczyć ubrania Bloku D. Tatko informuje swoją bandę, że za brak dostaw narkotyków odpowiedzialny jest Blok C. Flaca i Cindy (Tova) rozpoczynają karierę w więziennym radiowęźle. Gloria obawia się, że przechodzi menopauzę i postanawia zastosować się do zaleceń lekarza i rozpocząć ćwiczenia. Taystee przyznaje się do podżegania do zamieszek, ale nie do morderstwa. W retrospekcjach widzimy jak Tatko prowadziła agencję towarzyską. Na jednym z przyjęć jedna z jej dziewczyn zostaje zabita, a Tatko jest zmuszona to ukryć i pozbyć się jej ciała. |    |                            |                    |                       |                  |              |
| 72 | 7  | Changing Winds             | Andrew McCarthy    | Heather Jeng Bladt    | 27 lipca 2018    | nieemitowany |
| Carol twierdzi, że to Badison ponosi odpowiedzialność za wybryki Tatko. Badison próbuje przywrócić swój status, znajdując nowego strażnika do przemycania narkotyków. Alex informuje Badison, że w więzieniu można przemycać bardziej wartościowe rzeczy. Ta dogaduje się z Luschekiem. Ktoś próbuje utopić Ruiz w toalecie, przez co zostaje oskarżona o próbę popełnienia samobójstwa i wysłana do psychiatry. Linda wraca do Lichfield jako starszy wiceprezes MCC. Pentasatucky szantażuje ją, że rozpowie wszystkim o jej romansie z Boo, chyba że Linda przeniesie ją na Blok B. Blanca martwi się, że nigdy nie będzie miała dziecka, lecz Nicky daje jej nadzieję mówiąc o sztucznym zapłodnieniu. Caputo i Figueroa mają prawdziwą randkę. Piper odkrywa stare zdjęcia więźniów z Bloku C i Bloku D grających razem w kickball. Część więźniarek z Bloku D jest na głodzie narkotykowym. Daya kradnie osobiste zapasy Tatki. Tatko dowiedziawszy się o tym idzie skonfrontować się z Dayą, a ta ją całuje. Luschek i Badison przemycają telefony. W retrospekcjach widzimy młodość Badison, która została wydalona z liceum. Zmuszona jest do udania się na obóz dla trudnej młodzieży, gdzie przez przypadek podpala koleżankę. |    |                            |                    |                       |                  |              |
| 73 | 8  | Gordons                    | Sian Heder         | Vera Santamaria       | 27 lipca 2018    | nieemitowany |
| Alex została wciągnięta w krąg przemytniczy Bloku C. Ruda, oskarżona o stworzenia bunkra, jest wściekła, że Frieda żyje w Bloku B. Rud odkrywa, że Carol jest starą Nemezis Friedy. Tatko szuka nowych dostawców narkotyków. Blanca szuka pomocy w przemycie nasienia Diablo. Daya otrzymuje obowiązki sprzątacza w toalecie dla gości, skąd zabiera prezerwatywę Diablo. Taystee opisuje sytuację w więzieniu, jak to więźniowie są poniżani przez strażników. Piper planuje przywrócić kickball. Blanca i Daya chcą wymienić się towarami, prezerwatywa za narkotyki. Daya zostaje zaatakowana przez więźniarki z Bloku C. Nicky dokonuje sztucznego zapłodnienia na Blance. W retrospekcjach widzimy Taystee, która pracuje w restauracji fast-food. |    |                            |                    |                       |                  |              |
| 74 | 9  | Break the String           | Nick Sandow        | Kirsa Rein            | 27 lipca 2018    | nieemitowany |
| Gloria przejmuje zajęcia z areobiku. Kiedy tańczy z Luschekiem, ten dostaje erekcji denerwując Zirconię. Zirconia przekonuje Badison, że Gloria spiskuje przeciwko niej, zalecając się do Luscheka. Badison grozi Glorii, aby ta przestała przychodzić na areobik. Ruda próbuje nawiązać kontakt ze swoją prawdziwą rodziną. Barbara, po zażyciu chrzczonych narkotyków ląduje w szpitalu, gdzie spotyka Nicky. Daya próbuje przekonać Aleidę, aby ta pomogła przemycać narkotyki. Ta jednak z początku się nie zgadza. Ale wskutek eksmisji wprowadza się do Hoppera - przełożonego strażników. Piper z powodzeniem przywróciła kickball. |    |                            |                    |                       |                  |              |
| 75 | 10 | Chocolate Chip Nookie      | Ludovic Littee     | Carolina Paiz         | 27 lipca 2018    | nieemitowany |
| Hopper nieświadomie przemyca narkotyki do Lichfield. Cindy dzwoni do Caputo i mówi mu o tym, aby ten się przyjrzał grupę CERT. Próbując wymusić zeznania na jednym z oficerów CERT, ten broni się. Caputo nabiera podejrzeń. Hopper odkrywa skrytkę, w której Aleida chowa narkotyki. W retrospekcji widzimy jak w 1982 r. Barbara i Carol chcą pozbyć się swojej młodszej siostry Debbie. Zamykają ją w samochodzie i spychają go do jeziora. W Lichfield ukazany jest początek ich sporu o "zabawną historię". |    |                            |                    |                       |                  |              |
| 76 | 11 | Well This Took a Dark Turn | Laura Prepon       | Anthony Natoli        | 27 lipca 2018    | nieemitowany |
| Barbara planuje zamordować Carol i jej zwolenników. Nicky zaczyna martwić się o Rudą, ale jej gryps zostaje przechwycony przez strażników, skutkiem czego jest zamknięcie Carol w izolatce. Hopper konfrontuje się z Aleidą. Cindy chce zmienić zeznania w sprawie Taystee, ale jest już za późno. Suzanne i Pennsatucky próbują się dowiedzieć, kto w Bloku B potajemnie planuje zabić Friedę. Badison oburzona tym, że Piper zostaje kapitanem drużyny kickballa przysięga zemstę. Na grupie modlitewnej Beth wyznaje, że to ona chciała utopić Ruiz w toalecie. Maria opuszcza grupę. Caputo zachęca Sophię o złożenie pozwu przeciw MCC, za przetrzymywanie jej w izolatce. Linda chcąc ratować dobre imię MCC oferuje Sophii łapówkę i możliwość wcześniejszego zwolnienia. Chcąc zdobyć punkty w "więzniarki fantasy Ginger zamyka Barbarę i Carol w jednej celi. |    |                            |                    |                       |                  |              |
| 77 | 12 | Double Trouble             | Clark Johnson      | Hilary Weisman Graham | 27 lipca 2018    | nieemitowany |
| Barbara i Carol zamknięte w jednej celi ignorują się, lecz następnego dnia ogłaszają wojnę. Caputo próbuje podnieść Taystee na duchu. Badison dąży do przedłużenia wyroku Piper i podkłada jej narkotyki. Piper chcąc uniknąć oskarżeń informuje Hoppera, że może być kablem i powiedzieć, kto wnosi narkotyki do więzienia. Badison targuje się z Hellmanem, a ten spisał fałszywy raport przeciwko Piper. Alex rozmawia z Carol na temat Badison. Obiecuje przystąpić do bandy Carol, pod warunkiem, że Badison odpuści Piper. Niestety jest już za późno i raport trafia w ręce Hoppera. MCC zmienia nazwę na "PolyCon" i stara się odbudować swój wizerunek. Gdy Cindy zeznaje w sądzie, Gloria zastępuje ją w radiowęźle, gdzie znajduje tablice do gry "więźniarki fantasy". Chce ją ujawnić w audycji radiowej. Nie udaje się jej i zostaje wysłana do izolatki. Ruda idąc na spotkanie z synem i wnukami rzuca się na Friedę, za co zostaje również zamknięta w izolatce. Hopper myśląc, że Piper wie o jego przemycie narkotyków niszczy raport i modyfikuje ranking więźniów do wcześniejszego zwolnienia. |    |                            |                    |                       |                  |              |
| 78 | 13 | Be Free                    | Nick Sandow        | Brian Chamberlayne    | 27 lipca 2018    | nieemitowany |
| Piper, Sophia i Blanca dowiadują się, że następnego dnia mają zostać wcześniej zwolnione z więzienia. Piper i Alex biorą więzienny ślub, którego udziela im Nicky. Diablo cieszy się na wyjście Blanci. Aleida jest zszokowana, gdy widzi Dayę pod wpływem narkotyków. Taystee zostaje skazana za morderstwo na Piscatelli. Caputo konfrontuje się z oficerem CERTu, ale zostaje przez niego pobity. Carol i Barbara spotkały się w schowku, gdzie ubrały różowe uniformy Bloku B. Zamieszki, które miały nastąpić podczas kickballu są tylko odwróceniem uwagi, pozwalającym im wkraść się do Bloku B i zabić Friedę. Ruiz widząc napięcie między Blokami, prosi strażnika, aby ten zezwolił na to aby kapitanowie drużyn sami wybrali sobie drużyny. Kiedy Carol i Barbara nie zjawiają się na meczu więźniarki wciągnęły się w grę. Między Carol i Barbarą dochodzi do kłótni, czego skutkiem jest ich śmierć. Lorna, będąca w siódmym miesiącu ciąży odczuwa intensywne bóle i zostaje zaprowadzona do lekarza z krwawiącym kroczem. Piper i Sophia wychodzą na wolność, a Blanca jest zostaje zatrzymana w areszcie imigracyjnym PolyCon. W retrospekcjach widzimy, że "zabawna historia" nie przydarzyła się ani Carol ani Barb, tylko ich wspólnej koleżance. |    |                            |                    |                       |                  |              |

## Sezon 7 (2019)
5 lutego 2016, platforma Netflix zamówiła piąty, szósty i siódmy sezon.
| Nr | #  | Tytuł                       | Reżyseria          | Scenariusz               | Premiera Netflix | Premiera      |
| -- | -- | --------------------------- | ------------------ | ------------------------ | ---------------- | ------------- |
| 79 | 1  | Beginning of the End        | Michael Trim       | Jenji Kohan              | 26 lipca 2019    | 26 lipca 2019 |
| 80 | 2  | Just Desserts               | Andrew McCarthy    | Brian Chamberlayne       | 26 lipca 2019    | 26 lipca 2019 |
| 81 | 3  | And Brown is the New Orange | Constantine Makris | Vera Santamaria          | 26 lipca 2019    | 26 lipca 2019 |
| 82 | 4  | How to Do Life              | Andrew McCarthy    | Merritt Tierce           | 26 lipca 2019    | 26 lipca 2019 |
| 83 | 5  | Minority Deport             | Laura Prepon       | Anthony Natoli           | 26 lipca 2019    | 26 lipca 2019 |
| 84 | 6  | Trapped in an Elevator      | Nick Sandow        | Heather Jeng Bladt Maria | 26 lipca 2019    | 26 lipca 2019 |
| 85 | 7  | Me as Well                  | Ludovic Littee     | Tami Sagher              | 26 lipca 2019    | 26 lipca 2019 |
| 86 | 8  | Baker's Dozen               | Nick Sandow        | Kirsa Rein Red           | 26 lipca 2019    | 26 lipca 2019 |
| 87 | 9  | The Hidey Hole              | Natasha Lyonne     | Hilary Weisman Graham    | 26 lipca 2019    | 26 lipca 2019 |
| 88 | 10 | The Thirteenth              | Erin Feeley        | Merritt Tierce           | 26 lipca 2019    | 26 lipca 2019 |
| 89 | 11 | God Bless America           | Diego Velasco      | Carolina Paiz            | 26 lipca 2019    | 26 lipca 2019 |
| 90 | 12 | The Big House               | Phil Abraham       | Brian Chamberlayne       | 26 lipca 2019    | 26 lipca 2019 |
| 91 | 13 | Here's Where We Get Off     | Mark A. Burley     | Jenji Kohan              | 26 lipca 2019    | 26 lipca 2019 |